# هنر نوگرا و معاصر ایران
- هنر هخامنشیان
- هنر اشکانیان
- هنر ساسانیان
- هنر مانوی

- هنر سلجوقیان
- هنر ایلخانی
- هنر تیموریان
- هنر صفوی
- هنر قاجار

- هنر معاصر ایران
- هنر انقلاب اسلامی

هنرهای نوگرا آثاری هستند که از نیمه دوم سده ۱۹ میلادی به این سوی و در پی شکل گرفتن جریان‌های هنری نوآور در اروپا و ایالات متحده پدید آمدند. این آثار و مکتب‌های فکری مرتبط با آن‌ها باعث ایجاد دگرگونی‌هایی در هنرهای تجسمی ایران از دهه ۱۹۴۰ میلادی به بعد شدند که دامنه تأثیراتش به هنرهای نمایشی هم کشیده شد. تمرکز اصلی این نوشتار — مطابق سنت رایج در منابعِ تاریخ هنر — بر هنرهای تجسمی و گرایش‌های نوینِ برآمده از آنهاست.
ریشه‌های نوگرایی در هنر ایران را می‌توان در برخورد جامعه ایرانی و روشن‌فکرانش با اندیشه‌های اروپایی و نیز آشنا شدن با تکنیک‌ها و ابزارهای جدیدی چون رنگ روغن و دوربین عکاسی یافت. سفرهای شاهان قاجار به اروپا و ورود تحصیل‌کردگان فرنگ به کشور، زمینه آشنایی ایرانیان با سبک‌های نوین هنری و گذار از سبک‌های سنتی نگارگری ایرانی و خطاطی را فراهم آوردند. کمال‌الملک نخستین مکتب هنری به سبک هنر واقع گرای غربی (Realism) را برای ایران به ارمغان آورد؛ اگرچه جایگاه هنری وی در کشور باعث شد تا برای سالیان بسیار، ایرانیان از پیگیری مکتب‌های اروپایی نوینی چون امپرسیونیسم بازمانند.
اما مهم‌ترین تحول در نوگرایی هنری در ایران را می‌توان پیامد تغییرات اجتماعی شکل گرفته در کشور در نتیجه اقدامات رضاشاه  دانست. سال‌های پس از دهه ۱۹۴۰، نوگرایی به لایه‌های سیاسی–اجتماعی ایران نفوذ کرده بود و هنرکده هنرهای زیبا در دانشگاه تهران مکانی برای آموزش آکادمیک هنر، از جمله مکتب‌های غربی، بود. به عنوان نخستین مؤسسه از نوع خود در ایران، هنرکده هنرهای زیبا، هنرمندان ایرانی را به پیروی کردن از سبک‌های هنری نوین در پدیدآوردن کارهای خود تشویق می‌کرد. در این دوره بسیاری از آثار ادبی و هنری پدید آمده در اروپا به جامعه ایران معرفی شدند و روشن‌فکران ایرانی دربارهٔ آن‌ها به بحث می‌نشستند.
در میان سال‌های ۱۹۵۰ تا ۱۹۸۰، در دوران پادشاهی محمدرضا شاه، هنر نوین در ایران رشد قابل توجهی به خود دید و بسیاری از هنرمندان نامی معاصر ایران در آن دوره رشد کردند. مکتب‌های هنری جدیدی، همچون سقاخانه، که در جستجوی روشی بدیع و ایرانی بودند برپا خاستند و تأثیری بنیادین بر هنر ایران در دهه‌های پیش رو گذاشتند. افزایش درآمدهای دولتی و راه‌اندازی دوسالانه‌های تهران نیز باعث شکل‌‌گیری دورانی پررونق برای بازار هنر در کشور شدند و حکومت و وابستگان به آن از جمله خریداران مهم هنر معاصر شدند. راه‌اندازی موزه هنرهای معاصر تهران با پشتیبانی و نظارت فرح پهلوی، ملکهٔ وقت ایران در دورهٔ محمدرضاشاه پهلوی، نه تنها نقشی مهم در آشنا شدن هنرمندان ایرانی با سبک‌های هنری نیویورک داشت، بلکه ایران را مالک یکی از بزرگ‌ترین مجموعه‌های هنری غربی در جهان کرد.
وقوع انقلاب ۱۳۵۷ و در پی آن جنگ ایران و عراق، دوره‌ای از رکود در بازار هنر نوگرا و حاکم شدن فضای سانسور را به همراه داشت. بسیاری از سبک‌های هنری غربی در این دوره منحط شمرده شدند و تعدادی از هنرمندان نوگرای ایرانی ناچار به ترک وطن گشتند. با این حال دیوارنگاری، هنر انقلابی و عکاسی رشد چشمگیری پیدا کردند و آثار هنری شاخصی در فضای مذهبی و جنگی کشور شکل گرفتند. فضای بازتر سیاسی برآمده از انتخابات ۲ خرداد باعث رونق دوباره هنر نوگرا در کشور و باز شدن بازار آن به جهان شد. در همین هنگام، نسلی از ترک وطن کرده‌های ایرانی به ارائه آثاری شاخص در جهان پرداختند و توجه پژوهشگران اجتماعی و تاریخ‌دانان هنر به سیر تحول هنر معاصر در ایران بیش از پیش شد.

## تعریف
هنر نوگرا یا «مدرن» به مجموعه آثار و اندیشه‌های هنری گفته می‌شود که در نیمه دوم سده ۱۹ میلادی تا دهه ۱۹۷۰ میلادی رشد کردند و در آن‌ها، سنت‌های هنری کلاسیک در اروپا جای خود را به نوآوری‌های شخصی در بهره‌گیری از ابزارهای هنری و کاربردهای هنر دادند. نخستین هنرمندان نوگرای اروپایی – همچون کلود مونه، آنری ماتیس، و ونسان ون‌گوک – در تلاش برای یافتن ارائه‌ای نوین و شخصی، هنر دریافتگری را ابداع کردند. هنرمندان مدرن برای بیان شخصی، فرم‌های کلاسیک را کنار گذاشتند و به موازات مدرنیته ابداعات بسیاری را پدیدآوردند که توسط دیگر هنرمندان در سراسر جهان تکرار شدند. با پایان دهه ۱۹۷۰ میلادی، دوره‌ای از هنر پسانوگرا شکل گرفت که به هنر معاصر کنونی ختم شد. از ویژگی‌های هنر پسانوگرا و معاصر، بهره‌گیری هنرمندان از ابزارهایی چون رایانه و ویدیو برای انتقال مفاهیم مورد نظرشان است.
با آنکه اغلب، هنر نوگرا به آثار تولید شده در دوره‌ای خاص در اروپا و ایالات متحده گفته می‌شود، اما تاریخ‌دانان هنر تلاش کرده‌اند تا مفهوم «نوین» و «معاصر» بودن هنر را در کارهای دیگر نقاط جهان بیابند. و باید توجه داشت که مفهوم «هنر مدرن» و «هنر معاصر» مترادف همدیگر نیستند. جامعه ایران در سده ۲۰ میلادی تغییرات بسیاری از دیدگاه سیاسی و اجتماعی به خود دید و نمود این تغییرات در میان هنرمندان ایرانی به صورت کارهایی دیده می‌شوند که با آثار نقاشی و خطاطی سنتی ایرانی تفاوت داشتند. مدرنیزاسیون در جامعه ایران در این دوره، باعث سوق هنرمندان به ارائه آثاری شد که اگرچه در پیوند با سنت و گذشته ایران بوده‌اند، اما فرم‌ها و شیوه‌های جدید تجربه‌شده توسط هنرمندان نوگرای اروپایی و آمریکایی را در خود داشتند.

## پیش‌زمینه

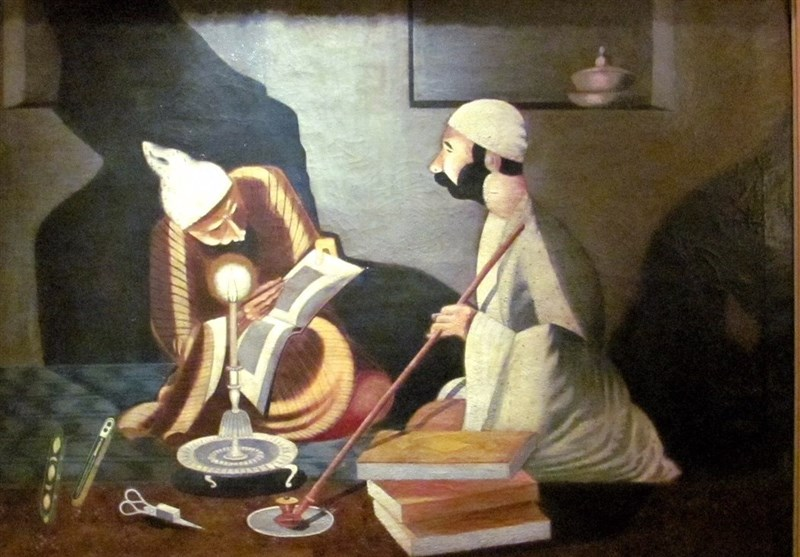
استنساخ اثر محمود خان ملک‌الشعرا (۱۳۰۸ هجری قمری، رنگ روغن، کاخ موزه گلستان) با بهره‌گیری نامتعارف از سایه‌روشن‌ها و پرهیز از نمایش جزئیات، از نخستین بارقه‌های نوگرایی در تاریخ نقاشی ایران به‌شمار می‌رود.

بازشدن تدریجی دادوستد خارجی در دوران شاه عباس صفوی در سده ۱۷ میلادی تغییرات شگرفی در زندگی درباری ایران بر جای گذاشت. سفیران اروپایی و به ویژه مسؤلان کمپانی هند شرقی به عنوان هدیه برای دربار ایران، برای نخستین بار رنگ روغن را به کشور معرفی کردند و دیدارهای متعدد آن‌ها از دربار تأثیر زیادی بر ایجاد نگرش جدید به هنر در ایران پدیدآورد. تا دهه‌های پایانی سدهٔ هفدهم، اگرچه سبک نقاشی منظره در میان هنرمندان درباری ایران بسیار پرهوادار شده بود، اما کارهای این هنرمندان به دلیل نداشتن شناخت کافی از قانون‌های تجسم شی و مدل‌سازی با نور و سایه  از ژرفای مناسب برخوردار نبودند.
تجربه مواجهه نزدیک جامعه ایران با غرب و هنر آن از میانه دوران قاجار آغاز شد. پادشاهی فتحعلی شاه و محمد شاه، سرآغاز واردات گسترده کالاهای اروپایی به ایران از جمله نقاشی‌ها و کارهای هنری بود. دوران ناصرالدین شاه زمان اوج واردات گسترده از غرب و سفر چندبارهٔ پادشاه به کشورهای «فرنگی» بود. در همین هنگام همچنین، جهان‌گردان خارجی برای دیدن و تجربهٔ آنچه «شرق اسرارآمیز» دانسته می‌شد به کشورهای خاورمیانه سفر می‌کردند و ارتباط‌های فرهنگی میان جامعهٔ ایران و نخبگان آن با کشورهای اروپایی افزون شد. در میانه سده نوزدهم میلادی، نامدارترین نقاش ایرانی ابوالحسن خان غفاری معروف به «صنیع‌الملک» بود که توانایی بدیعی درکشیدن دقیق چهره سرشناسان آن هنگام ایران داشت. وی دانش‌آموخته رم و پاریس بود و آثار مهمی چون «شاهزاده اردشیر میرزا، فرماندار تهران» (اکنون در موزه لوور) را پدیدآورد. وی با این اثر نخستین نشانه‌های بارز جدایی نقاشی ایران از فرم‌های کهن را به نمایش گذاشت.
صنیع‌الملک به سرپرستی تصویرسازی و نگارگری هفته‌نامهٔ درباری روزنامه دولت علیه ایران گماشته شد؛ نشریه‌ای که نخستین لیتوگراف‌ها و نیز تصاویر و عکس‌های شاهان و شاهزادگان ایرانی را به چاپ می‌رساند. صنیع‌الملک در کاخ گلستان، آتلیه نقاشی خود را برپا کرد و هنرمندان بسیاری را در آنجا به سبک خود آموزش داد. این هنگامی بود که فن عکاسی به کشور وارد شده بود و هنرمندان ایرانی تلاش می‌کردند تا هرچه بیشتر نقاشی‌های خود را کپی دقیقی از واقعیت پدیدآورند؛ علاقه‌ای که به گفته کریم امامی، تاریخ‌دان هنر، از دوران تیموری در میان هنرمندان ایرانی وجود داشت. حرکت صنیع‌الملک به زودی پسر برادرش، محمد غفاری معروف به کمال‌الملک، را به هنرمند نقاشی مبدل کرد که دقیق‌ترین ارائه‌های رنگ روغن را از واقعیت می‌کشید.
کمال‌الملک نخستین مکتب هنری به سبک غربی را در ایران راه‌اندازی کرد. او با تحصیلات و نگرش آکادمیکش، و پس از بازگشت از اروپا در ۱۹۱۱، نقاشی ایران را از محدودیت‌های مرسوم در دربار قاجار، رهایی داد و برای نخستین بار واقع‌گرایی به سبک اروپایی را تجربه کرد. نگاه کمال‌الملک به مدرنیته، نگاهی تحسین‌آمیز به سیر تاریخ اروپا بود. وی ارائهٔ هنر جدید در ایران را، پیروی از سبک هنری کلاسیک واقع‌گرای اروپایی می‌دانست و در هنر خود برای آوانگارد بودن، واقع‌گرایی را گاه با مقصودهای سیاسی در درهم‌ می‌آمیخت. در نقاشی نامدار «تالار آینه» وی، ناصرالدین شاه همچون شخصیتی اسیر کاخ پرزرق و برق خود، و در ابعاد کوچک به نسبت بزرگی کاخ به تصویر کشیده‌است. تحصیلات غربی کمال‌الملک اگرچه به خوبی او را با هنر کلاسیک اروپا آشنا کرد، اما بازگشت وی به ایران و علاقه شدید و پشتیبانی شاهان قاجار از هنر وی، او را از پیگیری سبک‌های هنری جدیدتری که در همان هنگام در غرب در حال رشد بودند، بازداشت. در عین حال، از آنجا که کمال‌الملک چهرهٔ بسیار معتبری در دربار شاهان ایرانی بود و شاگردان بسیاری را تربیت کرد، سبک هنری واقع‌گرای او تا دهه‌های متوالی بر نقاشی ایران سایه افکند و مانع از ارائه و پذیرش سبک هنری دریافت گرا شد. با مرگ کمال‌الملک در ۱۹۴۰ میلادی، نزدیک به بیست سال طول کشید تا مکتب نو–سنت‌گرای «سقاخانه» جای مکتب وی را بگیرد.

### قاجار پسین: حرکت به سوی دریافتگری
واپسین سال‌های دودمان قاجار شاهد کمرنگ شدن پشتیبانی حکومت از هنر درباری بود. هنرهای زیبا و پرهزینه‌ای چون آینه‌کاری و نماد سازی‌های نذری–مذهبی و «پرده‌سازی» عاشورایی پیگیری نشدند. البته، تعدادی از آن‌ها تنها در میان مردم عامه توانستند به موجودیت خود ادامه دهند. اما نابودی هنر دولتی در این دوره باعث پاک شدن آن از تاریخ هنر ایران نشد و پیامدهای آن از دو راه هنر مدرن در ایران را تحت تأثیر قرار داد: هنر بازاری و قهوه‌خانه‌ای بعدها راه را برای برداشت آزاد از خود توسط هنرمندان مکتب سقاخانه و ارائه یک مکتب اصیل ایرانی باز کرد؛ و نقاشی سبک اروپایی مورد توجه در دربار قاجار باعث ورود هنرمندان نوگرا به بازار هنری ایران و تبادل فرهنگی ایشان با جریان‌های اروپایی شد. برای نمونه، رسام ارژنگی و برادرش میرحسین، اگرچه همچون کمال‌الملک در دربار حضور نداشتند، ولی همچون او روش رئالیستی اروپایی را پی گرفتند و به دلیل سابقهٔ تحصیل در روسیهٔ تزاری، برخلاف کمال‌الملک که تا پایان عمر به روش واقع‌گرایانه خود وفادار ماند، به تجربه فرم‌های امپرسیونیستی و پست‌امپرسیونیستی هنرمندان روس پرداختند. این دو از جمله گروهی از هنرمندان دانش‌آموخته ایرانی در روسیه و گرجستان، و ساکن تبریز، بودند که نقش مهمی در سیر روند مدرن شدن هنر در ایران داشتند، اما نقششان در طول تاریخ به دلیل ارتباط آذربایجان با روسیهٔ تزاری و شوروی کمتر مورد بررسی قرار گرفت.

## پادشاهی پهلوی

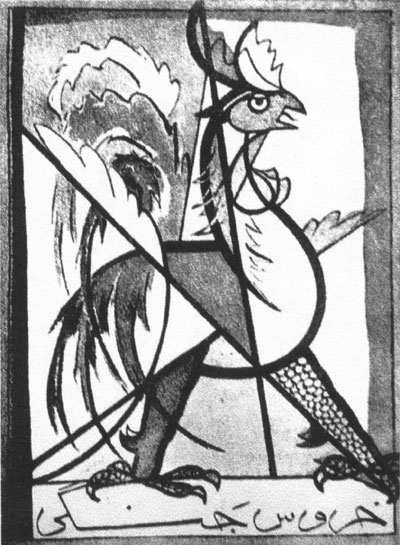
انجمن هنری خروس جنگی از نخستین و تأثیرگذارترین گروه‌های هنری معاصر در ایران بود.

### تحول در آموزش
با به پایان رسیدن دودمان قاجار و آغاز دودمان پهلوی در ۱۹۲۵، رضاشاه پهلوی برخلاف شاهان قاجار، که کمابیش از مدرنیسم استقبال می‌کردند بدون آنکه خود سیاست تشویقی مشخصی درباره‌اش داشته باشند، سیاست‌های خود را بر پایه مدرن‌سازی زیرساخت‌های کشور، از جمله ارتش و آموزشگاه‌ها، بنا گذاشت. این دوره‌ای بود که با اجازهٔ دولتی، بسیاری از مستشرقان و باستان‌شناسان غربی دسترسی گسترده‌ای به ایران پیدا کردند و اکتشافات فراوانی در هگمتانه و تخت جمشید صورت گرفت و نه تنها دربار، که تعداد زیادی از روشن‌فکران ایرانی را به اندیشهٔ بازیابی شکوه گذشتهٔ ایران با پذیرش پیشرفت‌های معاصر و حرکت به سوی مدرنیسم انداخت. هنرشناسان آلمانی و فرانسوی چون ارنست هرتسفلد، آندره گودار، و آرتور پوپ آمریکایی دریچهٔ آشنایی ایران با بازار هنر جهان را باز کردند و در بنیان‌گذاری نخستین موزه ایران، موزه ایران باستان، و نمایش گذشتهٔ ایران نقش داشتند. پوپ خود در سخنرانی تأثیرگذاری که در سال ۱۹۲۵ در انجمن آثار ملی ایران در برابر رضاشاه داشت، بر اهمیت زنده ساختن هنر برای بازیابی رونق اقتصادی و سیاسی ایران تأکید کرد.
در این دوره، آموزش هنر گسترش یافت و آموزشگاه‌های متعدد به همراه دانشکده‌های هنری گشایش یافتند. دولت همچنین بر سیاست دوگانهٔ خود بر مدرن ساختن هنر در کنار باورش بر تاریخ پرشکوه کشور تأکید داشت. آموزشگاه‌های این دوره به سبک فرانسوی بنا شدند؛ سبکی آموزشی که در آن بر توانمندی‌های مهارتی و بازآفرینی هنر به جای پیگیری تخیل و ابراز شخصی تأکید می‌شد. به عنوان بخشی از برنامهٔ دولت در زنده ساختن هنر در کشور، بهترین هنرمندان از سراسر کشور به تهران آورده می‌شدند. در این هنگام، مدرسه صنایع مستظرفه به ریاست حسین طاهرزاده بهزاد بخشی با عنوان «هنرهای جدیدیه» در کنار بخش «هنرهای قدیم» گشود. هنرهای قدیم بر نقاشی مینیاتور، فرش‌بافی، و کاشی‌گری با نظارت هادی تجویدی تمرکز داشت، و هنرهای جدیدیه به آموزش سبک کمال‌الملکی زیر نظر علی‌محمد حیدریان و حسین شیخ می‌پرداخت. طاهرزاده بهزاد کارهایی همچون نقش «بهرام گور در شکار» در کاخ سعدآباد تهران و نگارهٔ تالار اصلی در کاخ مرمر را اجرا کرد، که در نخستی، پیوند معماری نوین ایرانی در کنار نقاشی شبه قهوه‌خانه‌ای مشهود است و در دومی تلاش برای پیوند ایران کهن با دستاوردهای مدرن شاهنشاهی پهلوی. به خاطر این کارها، او را می‌توان بنیان‌گذار نوگرایی پهلوی دانست.

### بازگشت تحصیل‌کردگان از غرب: آغاز هنر نوگرا
در دهه‌های ۱۹۴۰ و ۱۹۵۰، دانش‌آموختگان «دانشکده هنرهای زیبا» – که بسیاری از ایشان برای دانش‌اندوزی به اروپا سفر کرده بودند – نقش مهمی در ارائهٔ کارهای هنری اروپا در ایران و بومی‌سازی آن‌ها پس از جنگ جهانی دوم داشتند. به باور رویین پاکباز، دانشکده هنرهای زیبا را که در سال ۱۹۴۰ گشایش یافته بود، می‌توان نقطهٔ آغازین جنبش‌های هنری نوین در ایران دانست. این دانشکده از ادغام دو آموزشکده مدرسهٔ صنایع مستظرفه و دانشکدهٔ معماری پدید آمد. اگرچه آندره گودار و چندین استاد غربی در این دانشکده فعالیت داشتند، اما تا سال ۱۹۴۲ و برکناری رضاشاه پهلوی از قدرت، گرایش به هنر نوین در این دانشکده دنبال نمی‌شد. در سال ۱۹۴۹، گودار از ریاست این دانشکده کناره‌گیری کرد و جای خود را به محسن فروغی، معمار برجسته ایرانی، داد که تا ۱۹۶۲ به ادارهٔ این آموزشکده پرداخت.
در ۱۹۴۶ و به هنگام نخستین نمایشگاه هنری انجمن فرهنگی ایران و شوروی از هنر نوین ایران، کشش به سبک‌های جدیدتری چون دریافت‌گری دیده می‌شد. با این حال، از آنجا که هنر نوین اروپایی برای مردم ایران جدید و ناشناخته به‌شمار می‌آمد، نخستین تلاش‌های پیش‌گامان آن هنر در ایران به سوی آشنا ساختن بیشتر مردم کشور با نوگرایی بود. محمود جوادی‌پور، حسین کاظمی، و جلیل ضیاءپور از جمله این پیش‌گامان بودند که اقدام به راه‌اندازی نخستین گالری‌های هنری در ایران کردند. کاظمی به‌همراه منوچهر یکتایی و احمد اسفندیاری نیز آغاز به تدریس در دانشکده هنرهای زیبا کردند. در همین هنگام، هنرمندان نوگرای ایرانی چندین محفل هنری را از جمله انجمن هنری خروس جنگی و گالری‌های آپادانا و صبا راه‌اندازی کردند. گالری آپادانا نخستین گالری از نوع خود در ایران بود که اگرچه عمر کوتاهی از ۱۹۴۹ تا ۱۹۵۰ داشت، اما با ارائهٔ کارهای حسین کاظمی و هوشنگ پزشک‌نیا گامی آغازین در نشان دادن آثار هنرمندان نوین در ایران گذاشت. محمد جوادی‌پور، بنیان‌گذار آپادانا، خود از پیشگامان هنر دریافت گرا و آبستره در ایران به‌شمار می‌رفت. همچنین، اغلب گالری‌های نسل نخست در ایران را زنان راه‌اندازی کردند؛ زنانی چون معصومه سیحون که خود نقاشانی نوگرا و هنرمند بودند.

نقاشی «زینب خاتون» از جلیل ضیاءپور از جمله نخستین آثار آوانگارد معاصر ایرانی است که نشانگر سبک ویژه موزاییکی ضیاءپور و نگاه مردم‌شناسانه وی است.

ضیاءپور از جمله تأثیرگذارترین چهره‌های نخستین نسل هنرمندان نوگرای ایرانی بود که بعدها لقب «پدر نقاشی مدرن ایران» را دریافت کرد. مهم‌ترین اقدام وی پس از بازگشت از پاریس در سال ۱۹۴۸، راه‌اندازی مجله خروس جنگی بود که نشریه‌ای برای ارائه نقاشی، موسیقی، شعر، و ادبیات نوین شد. نوشته‌های او در خروس جنگی آغازگر نگاهی جدید به هنر نوین در ایران شد و فضا را برای منتقدانی چون مارکو گریگوریان، پرویز ناتل خانلری، نادر نادرپور، بهروز صوراسرافیل، اکبر تجویدی و احسان یارشاطر برای نقد هنری آثار هنرمندان ایرانی باز کرد. مجله خروس جنگی دو دوره داشت، که در دورهٔ دوم آن در خرداد سال ۱۹۵۱، مانیفستی با عنوان «سلاخ بلبل» منتشر کرد که در آن به شدت به ابتذال هر دو هنر کلاسیک و «ایدئولوژیک مدرن» تاخت. این مانیفست در تقابل با مخالفت‌های هنرمندان کلاسیک واقع‌گرا (هوادار کمال‌الملک) و مینیاتوریست ایرانی، و نیز هنرمندان توده‌ای طرفدار درک پذیر کردن هنر برای عامه بود. ضیاءپور خود به همراه محمود جوادی‌پور در کارگاه آندره لت با کوبیسم آشنا شدند. او شیفته و دنباله‌روی صرف هنر غربی نبود، بلکه سنت‌های تصویری قدیم را با تکنیک‌های کوبیستی درآمیخت. تصویر زنان بومی ایرانی در پیش‌زمینه‌های کاشی‌کار (موزاییکی) از جمله مشخصه‌های هنر ضیاءپور بودند. او هوادار شدید کوبیسم بود و در نوشته‌های بسیاری که از خود به جای گذاشت، نقش مهمی در آشنا کردن مردم و هنرمندان ایرانی با تعریف هنر مدرن اجرا کرد. او از نخستین هنرمندان ایرانی به‌شمار می‌رفت که با نقدی صریح به بازآفرینی کورکورانه هنر نگارگری قدیم ایران (مینیاتور) تاخت. در کنار ضیاپور، هوشنگ پزشک‌نیا نقش مهمی در آشنا ساختن جامعه هنری ایران با سبک‌های نوین اروپایی داشت. پزشک‌نیا، تحصیل کرده استانبول، آشنایی عمیقی با اکسپرسیونیسم اروپایی داشت و با پیوند فکری که به جریان چپ داشت، در نقاشی‌های خود به طبقه کارگر ایران اشاره کرد.

### انواع هنر نوگرا

#### اکسپرسیونیسم، سوررئالیسم، مینیمالیسم
در ۱۹۵۰، گریگوریان که از دانش‌آموختگان مکتب اکسپرسیونیسم ایتالیایی بود، گالری استیک را در تهران راه‌اندازی کرد؛ جایی که در آن به ارائهٔ کارهای هنرمندان ایرانی و نیز آموزش هنر به دانشجویان می‌پرداخت. گریگوریان همچنین با تأثیری که از مکتب مینیمالیست و تجسمی نیویورک در سفرهایش گرفته بود، کاه و گل و پلی‌استر را در کارهایی به کار برد که یادآور نماهای کاهگلی سنتی ایران در قالب‌های آبستره هندسی بودند؛ وی همچنین از پیشگامان راه‌اندازی نخستین دوسالانه هنر ایران در ۱۹۵۸ بود. این دوسالانه در محوطه کاخ گلستان و با پشتیبانی «اداره هنرهای زیبا» (بعدها وزارت فرهنگ و هنر) برپا شد و در سه دوره پس از آن، تنها کارهای هنرمندان ایرانی را پذیرا بود. این دوسالانه‌ها تا پنجمین دوره خود در ۱۹۶۶ ادامه داشتند، اما پس از آن به دلایلی که هیچ‌گاه مشخص نشد، تعطیل شدند.
تعطیلی این دوسالانه‌ها اما باعث کم شدن ارتباط هنرمندان ایرانی با یکدیگر نشد و با گشایش «باشگاه هنرمندان» توسط کامران دیبا، پرویز تناولی و رکسانا صبا تماس میان هنرمندان نوگرا بیشتر شد. این باشگاه که در سال ۱۹۶۷ گشایش یافت، محفلی برای تبادل آرای هنرمندان نسل جدیدتری شد که بعدها از جمله نامدارترین هنرمندان معاصر ایران شدند. باشگاه همچنین محیط مناسبی برای پیدا شدن استعدادهای هنرمندانی شد که از لحاظ مالی توانایی بالایی نداشتند و گاه اقدام به فروش آثار خود در محوطه باشگاه می‌کردند.
تعطیلی این دوسالانه‌ها اما باعث کم شدن ارتباط هنرمندان ایرانی با یکدیگر نشد؛ با گشایش  کلوب رشت ۲۹، باشگاهی برای گردهم‌آیی هنرمندان، توسط ، پرویز تناولی، کامران دیبا و رکسانا صبا فضایی برای تعامل و داد و ستد فکری و فرهنگی میان هنرمندان نوگرا بیشتر شد. این باشگاه که در سال ۱۹۶۷ (۱۳۴۴-۱۳۴۵) گشایش یافت، محفلی برای تبادل آرای هنرمندان نسل جدیدتری شد که بعدها از جمله نامدارترین هنرمندان معاصر ایران شدند. باشگاه همچنین محیط مناسبی برای پیدا شدن استعدادهای هنرمندانی شد که از لحاظ مالی توانایی بالایی نداشتند و گاه اقدام به فروش آثار خود در محوطه باشگاه می‌کردند. 
در همین هنگام، هانیبال الخاص نوعی اکسپرسیونیسم روایی را با مضمون‌های اساطیری، مذهبی، و اجتماعی متداول کرد. او پس از بازگشت به ایران به تدریس در مدارس هنری پرداخت و سپس با برپایی گالری گیل‌گمش یکی از رهبران هنری نقاشان جوان شد. به عنوان یکی از تأثیرگذارترین هنرمندان تاریخ معاصر ایران، الخاص به رساندن پیام در نقاشی‌های فیگوراتیو خود پایبند بود و به هنرمندان و اندیشمندان معاصر ایرانی همچون نیما یوشیج، فروغ فرخ‌زاد و احمد شاملو اشاره می‌کرد. محسن وزیری مقدم نیز برای اولین بار در بی‌ینال دوم تهران با چند نقاشی غیر صوری و بی‌فام که از رم فرستاده بود، مورد توجه قرار گرفت. وزیری پس از این که به ایران آمد، شروع به تقویت جریان‌های انتزاعی کرد. هدف او دست‌یابی به ناب‌ترین بیان تجسمی بود. او در مجموعه شن خود، با دست گذاشتن بر روی بستری از شن، خطوط و اشکال انتزاعی پدیدمی‌آورد و سپس بومی آغشته به چسب را بر روی سطح می‌فشرد؛ تلاشی که وی برای رسیدن به «امضایی بشری» و تاریخی داشت. در ۱۹۷۰، او مجموعه تندیس‌هایی به صورت انتزاعی از جانوران پیشاتاریخی ساخت که در آن‌ها به بیننده اجازه داده می‌شد تا با تغییر شکل دلخواه تندیس، با فضای انتزاعی ذهن خود بیشتر آشنا شود. این کار، نخستین تلاش یک هنرمند ایرانی برای درگیر کردن بیننده در هنر تعاملی بود.
امین‌الله رضایی، نخستین کسی که نقاشی سورئالیسم را وارد ایران کرد از این رو او را پدر نقاشی سوررئالیسم ایران می دانند. نقاشی‌های رضایی از آثار سوررئالیستی و نمادگرا تا کاریکاتورهای طنز سیاه و متفکرانه را شامل می‌شود. مضمون سیاسی، و فرم آناتومیک دقیق و پرپرداخت، ترکیب اندام انسانی و جانوری یا تغییر شکل بدن در نقاشی‌های او دیده می‌شود.
بهمن محصص از جمله پیشروان اکسپرسیونیسم متأثر از هنر اروپایی (ایتالیا) در ایران بود. کارهای او با نمایشی استعاره‌آمیز و هجوآلود، اعتراضی به شرایط سیاسی ایران در دوران پادشاهی بود که وی را به همین دلیل در سال ۱۹۷۶ ممنوع از نمایش آثار کرد. در آثار فیگوراتیو وی، پیکره‌های بی‌قواره انسانی و جانوری شوم در فضایی سوررئال و تنها به تصویر کشیده شده‌اند. او پیکره‌های انسانی–جانوریش را هم بر روی بوم و هم به صورت مجسمه می‌آفرید و در آن‌ها با تخفیف حجم، فضایی اندوهناک و تهی از امید پدیدمی‌آورد. از آثار وی – که از پابلو پیکاسو و هنری مور تأثیر پذیرفته‌اند – به عنوان کامل‌ترین نمونه‌های نقاشی ایرانی به سبک نوین اروپایی نام برده می‌شود. از دیگر مجسمه‌سازان مطرح دهه ۱۹۵۰ و ۱۹۶۰ می‌توان به ژازه تباتبایی اشاره کرد که با ابزارآلاتی چون چرخ‌دنده، فنر، میل‌لنگ و غیره، تندیس‌هایی از انسان‌های ماشینی خوشرو و دوست‌داشتنی می‌آفرید، که بازدیدکننده را به خنده وامی‌داشتند. با همین ابزارها، تباتبایی به بازسازی «خورشیدخانم»  و دیگر نمادهای فرهنگ فولکلوریک ایران پرداخت.
بهجت صدر، هنرمند دانش‌آموخته در ایتالیا، به ارائه آثار آبستره متأثر از هیجان‌نمایی ایتالیایی (در جنبش آرته اینفورمال) پرداخت. او در کارهای خود به آزمودن آزاد ماته، ظاهر و روند شکل‌دهی به نشانه‌ها می‌پرداخت و از مواد گوناگونی چون آلومینیوم، کاغذ، و چوب بهره گرفت. لایه‌های چندگانه رنگ بر روی هم با خط‌هایی خطاطی وار که تصویر را مشبک می‌کردند، از جمله مشخصه‌های کاری وی بودند. آثار او از جمله نخستین کارهای معاصر ایرانی بودند که در سفری به دور ایالات متحده در ۱۹۶۲، مردم این کشور را با هنر معاصر ایران آشنا کردند. ایران درودی، دانش‌آموخته در اکول ده بوزار پاریس، دیگر هنرمندی بود که اکسپرسیونیسم را با روش خود در ترکیب آن با فضاهای سورئالیستی به هنرمندان ایرانی نشان داد. درودی در کارهای خود از طبقات چندلایه نور بهره می‌گیرد و با پررنگ کردن نقش نور، در نقاشی‌های آبستره فیگوراتیوش به تدریج عنصر فیگوراتیو را حذف می‌کند تا پراکنش نور عنصر اصلی و حاکم شود.
گیتی نوین (ناتوران)، پس از نمایشگاه‌هایش در گالری‌های نگار و سیحون که به جستجو در فضاهای شعری می‌پرداخت و شرکت در نخستین نمایشگاه بین‌المللی ایران رهسپار هلند شد. او پس از نمایشگاه‌هایش در هلند و انگلستان به کانادا مهاجرت کرد و در اتاوا جنبش ترانسپرسیونیزم یا فراانگاشت را پایه نهاد. «تاریخ طراحی گرافیک» او به زبان انگلیسی در ۸۴ فصل اینک در بسیاری از دانشکده‌های هنری جهان به عنوان مرجع تدریس می‌شود. همچنین وی «کتاب تاریخ گرافیک در ایران» را تألیف کرده‌است.

#### نو–سنت‌گرایی: مکتب سقاخانه

«شیر و خورشید» از حسین زنده‌رودی نشان‌دهنده پیش‌زمینه‌های ایرانی و مذهبی مکتب سقاخانه است. نماد ایرانی شیر و خورشید در دست شمشیر ذوالفقار دارد و نقاشی مملو از ترکیب اعداد و خطاطی است. موزه دانشگاه نیویورک

نقاشی‌های قهوه‌خانه‌ای در ایران از تاریخچه طولانی برخوردار هستند و نگارگری‌های با شمایل مذهبی (شامل رویدادهای مربوط به کشته شدن امام سوم شیعیان، حسین بن علی در روز عاشورا، یا ملی (شامل نبردهای شاهنامه و رشادت‌های قهرمانان ملی ایرانی چون رستم) از دوران صفویه و به ویژه قاجاریه، در ایران مرسوم بودند. اگرچه با ورود مدرنیته به ایران و کمرنگ شدن نقش قهوه‌خانه‌های سنتی در کشور، نقاشی‌های قهوه‌خانه‌ای نیز کمتر مورد توجه قرار گرفتند، اما ریشه‌های ملی–مذهبی آن‌ها نسلی از هنرمندان ایرانی را ترغیب کرد تا با پیوند مدرنیسم و سنت، جنبشی را پدید بیاورند که در کلام کریم امامی، سقاخانه نام گرفت.
ریشه‌های جنبش نوین سقاخانه در ایران را می‌توان در دهه ۱۹۶۰ یافت؛ هنگامی که حلقه‌ای از هنرمندان ایرانی – از جمله پرویز تناولی، زنده‌رودی، پیلارام، و اویسی – اقدام به بازگشت به هنر فولکلور ایران با دیدگاه مدرن کردند. تناولی در بازگشت دوم خود به ایران از ایتالیا، به زنده بودن روح هنر فولکلور دینی در میان طبقه‌های پایین‌تر مردم ایران و پرهوادار بودن این هنر پی برد. او اقدام به گشایش کارگاه هنری خود با نام «آتلیه کبود» کرد؛ جایی که در آن شاعران و هنرمندان بسیاری با هم دیدار و تبادل دیدگاه می‌کردند، و هنرمندانی چون زنده‌رودی در آن نمایشگاه برپا می‌کردند. چنین تبادل آرایی نخستین جرقه‌های مکتب نوین سقاخانه در ایران را رقم زدند. این، مصادف با هنگامی شده بود که به دلیل پیامدهای کودتای ۲۸ مرداد، نه تنها تب گریز از مکتب‌های هنری غربی در ایران و یافتن شیوه‌ای ایرانی در هنر نوین بالا گرفته بود، بلکه با ازدواج فرح پهلوی – که از جمله پشتیبانان مهم هنر مدرن در ایران به‌شمار می‌رفت – با محمدرضاشاه، دربار به تشویق و پشتیبانی از هنر ملی نوگرا پرداخت.
حسین زنده‌رودی نقشی مهم در گسترش و شناخت این مکتب هنری داشت و نقاشی‌های او از شمایل مذهبی و لباس‌های تعویذدار از نخستین کارهای بدیع در این زمینه بودند. او نخستین هنرمند مکتب سقاخانه به‌شمار می‌رفت و در طرح‌های آغازین خود، داستان‌های کربلا را با شیوه‌ای ساده و به دور از تکلف به تصویر کشید. المان‌های خطاطی با حروف ابجد و همچنین اعداد و نویسه‌های درهم‌تنیده که شکلی دعاگونه به اثر می‌دهند، از جمله مهم‌ترین شاخص‌های کارهای او بوده‌اند که به خاطرشان تحسین بسیاری از منتقدان هنری را برانگیخت و جایزه‌های هنری گوناگونی را دریافت کرد. منصور قندریز از نمادهای عرفانی در کارهای نیمه آبستره خود بهره گرفت؛ آثاری که در آن‌ها نقش‌مایه‌های ایرانی و عشایری در فرم‌های نوین به تصویر کشیده شده‌اند. نقش‌مایه‌های مذهبی چون «دست عباس» به کرات در آثار او دیده می‌شوند؛ اگرچه از دیگر نمادهای غیرمذهبی متأثر از پل کله و خوان میرو نیز بهره می‌برد. او از جمله تأثیرگذارترین هنرمندان ایرانی بود که در طی عمر کوتاه خود به پیشرفت مکتب سقاخانه کمک بزرگی کرد و بعدها گالری قندریز در تهران به یادش نام‌گذاری شد.
ناصر اویسی، زنان سلجوقی و قاجار را با ترکیبی از خطاطی و قلمکاری، در کنار یا سوار بر اسب، به تصویر می‌کشید و در کارهای خود از طلا و نقره بهره می‌گرفت. نقش‌های «خورشیدخانم» او از جمله نامدارترین نقش‌های زنان سنتی ایران هستند. این نقش‌مایه‌ها، صادق تبریزی را، که نقاشی‌های مینیاتوری و فولکلور خود را بر روی پوست بوم می‌ آفریند، تحت تأثیر قرار دادند. مسعود عربشاهی اگرچه ارتباط اندکی با مکتب سقاخانه داشت، اما از نقش‌مایه‌های ایران باستان در دوران هخامنشی و آشوری و بابلی بهره گرفت، تا نقش‌هایی الهام گرفته از تاریخ ایران و گذشته دور آن را بیافریند. در آثار او، نشان‌های نمادین از همه نقاط میان‌رودان و مصر باستان به چشم می‌خورند و کارهایش رنگ و بوی مذهب شیعه را ندارند.
مکتب سقاخانه برآمده از جستجوی «روش ایرانی بدیعی» بود که اگرچه عمر کوتاهی داشت، اما تأثیر آن چنان بود که تا دهه‌ها پس از خود، هنرمندان بی‌شماری به آفرینش آثار شبیه و تکراری الهام‌گرفته از آن پرداختند. برای نسل نوینی از هنرمندان ایرانی که نه آنچنان هوادار پیروی از مکاتب هنری غرب بودند، و نه به دلیل صلب بودن چارچوب‌های هنر متکی بر آثار هخامنشی، ساسانی، و حتی صفوی خواهان زنده کردن «هنر ملی» بر پایه آن‌ها بودند، سقاخانه محیط مناسبی پدید آورد تا از گنجینه عظیم نقش‌مایه‌های کهن ایرانی به سادگی بهره گیرند. با گذر کوتاه زمانی از آغاز خود اما، بنیان‌گذاران سقاخانه از شاخصه‌های اصلی مکتب عبور کردند و به پیگیری روش‌های منحصر به خود پرداختند. از جمله تأثیرگذارترین این شخصیت‌ها، پرویز تناولی بود که در واکنش به آنانی که تلاش می‌کردند هنر خود را به هر نحوی به «مکتب» سقاخانه وصل کنند، آغاز به آفرینش مجموعه هیچ پرداخت و خود را هنرمند «هیچ ساز» نامید تا بر پوچی غالب بر بازار هنر در آن هنگام اعتراض کند. این حرکت او پس از مدتی به «دیوار سازی» رسید؛ تندیس‌هایی به شکل دیوار و منبر که با حروف الفبا آراسته شده بودند.

#### نقاشیخط

«پژواک جهان» (۱۳۶۸) اثر محمد احصایی که از نمونه‌های مطرح نقاشیخط به‌شمار می‌رود؛ موزه هنرهای معاصر تهران.

به موازات ابداع ساختارهای جدید خطاطی در مکتب سقاخانه، خطاطان بیرون از آن نیز آثار خطاطی نوینی پدیدآوردند که ترکیبی از نقاشی و بهره‌گیری از خطاطی در قالبی آزاد و جدا از کاربردهای زیبایی‌شناختی پیشین آن بودند. از این جهت، این آثار را که بعدها «نقاشیخط» خوانده شدند، می‌توان زاییده مکتب سقاخانه نامید. بسیاری از این خطاطان خود در آفرینش خطاطی‌های مرسومی چون نستعلیق چیره‌دست بودند، پیش‌زمینه سنتی در خطاطی داشتند، و الهام خود را از هنرمندان دوران قاجار و شیوه‌های نوین گرفتند. گرچه اقبال بسیار به آثار نقاشیخط پس از سقاخانه، آن را در دوره معاصر به شهرت بین‌المللی رساند، اما به باور عده‌ای از تاریخ‌دانان هنر، نقاشیخط را می‌توان در تاریخ خطاطی ایران به شیوه‌های مختلف یافت و هنرمندان خطوطی چون طغرا در گذشته نیز آثاری به همین سبک تولید می‌کرده‌اند.
از میان پیشروان مکتب سقاخانه، حسین زنده‌رودی را می‌توان از جمله پیشگامان نقاشیخط در ایران نیز دانست. پس از ۱۹۶۳، کارهای وی بر روی نقاشیخط متمرکز شدند. او اگرچه از جمله خوشنویسان نبود، اما در تلاش برای بهره‌گیری از اشکال و فرم‌های درهم‌تنیده حروف خط فارسی برای ایجاد فضاهای آبستره و نیز نقش‌های با تم مذهبی، آغازگر نقاشیخط نوین شد. در آثار او، خط معنای کلاسیک خود را در انتقال مفهوم، گاه در عین از دست دادن، حفظ می‌کند؛ در ریتم‌های موزونی که نقاشیخط‌های او از آثار حافظ در خود دارند، رقص واژگان با رقص عرفانی صوفیان در هم آمیخته می‌شوند. کار او بر روی قرآن که در آن خطاطی‌ها با حالتی موزون به ارائه تصویر نوینی از کتاب مقدس مسلمانان می‌پردازند، برنده جایزه زیباترین کتاب سال یونسکو در ۱۹۷۲ شد.
فرامرز پیلارام روش زنده‌رودی در ترکیب نقاشی و خطاطی را دنبال کرد و ترکیب‌های حروف، جملات، و ساختارهای هندسی را بر بوم‌های با ابعاد بزرگ خلق کرد. او که خود خطاطی چیره‌دست بود، از خط‌های بزرگ و مُهر در کارهایش بهره می‌گرفت. در بعضی آثار او به دلیل تغییر شکل بسیار در شکل حروف، رابطه فرم و محتوا از میان رفته و خطاطی وی تنها به «حرکتی در بطن سطوح رنگی» تبدیل شده‌است.
رضا مافی از جمله نخستین کسانی بود که با پیش‌زمینه‌ای مذهبی و برآمده از خانواده‌ای خطاط، به تمرین بر روی خط نستعلیق و پدیدآوردن فرم‌های جدید پرداخت. مافی روشی مینیمالی و ساده درکشیدن واژگان و حروف برگزید و برای نخستین بار در ایران، در طی نمایشگاهی که در گالری سیحون در تهران برگزار کرد، خطاطی سنتی ایرانی را بر روی بوم نقاشی آورد. در روش مینیمالی خود، او از آثار سهراب سپهری الهام گرفت و شعرهای هنرمندان معاصر ایرانی را دست‌مایه بسیاری از کارهای خود قرار داد.
نوآوری در خطوط نستعلیق، نسخ، و شکسته در بهترین شکل خود در کارهای محمد احصایی نمایان شد. همچون مافی، احصایی نیز از خانواده‌ای مذهبی می‌آمد که خطاطی را به روش سنتی خود دنبال می‌کردند. احصایی به زیبایی‌های دیداری این خطوط و حرکت موزون حروف در آن‌ها توجه کرد و این حرکت ریتم‌دار را در ساختارهای نقاشی به کار برد. نقاشیخط‌های بزرگ و قدرتمند او از اشعار شاعرانی همچون حافظ و عمر خیام صورت‌های رمزآلود و عرفانی سخن این شاعران را با روش مدرن بر بوم نقاشی آوردند و ذات وهم گونه‌شان را به بهترین نحو به نمایش گذاشتند. از احصایی به عنوان یکی از مهم‌ترین چهره‌های هنر معاصر ایران و بزرگان تکنیک نقاشیخط نام برده می‌شود.

#### طبیعت نگاری

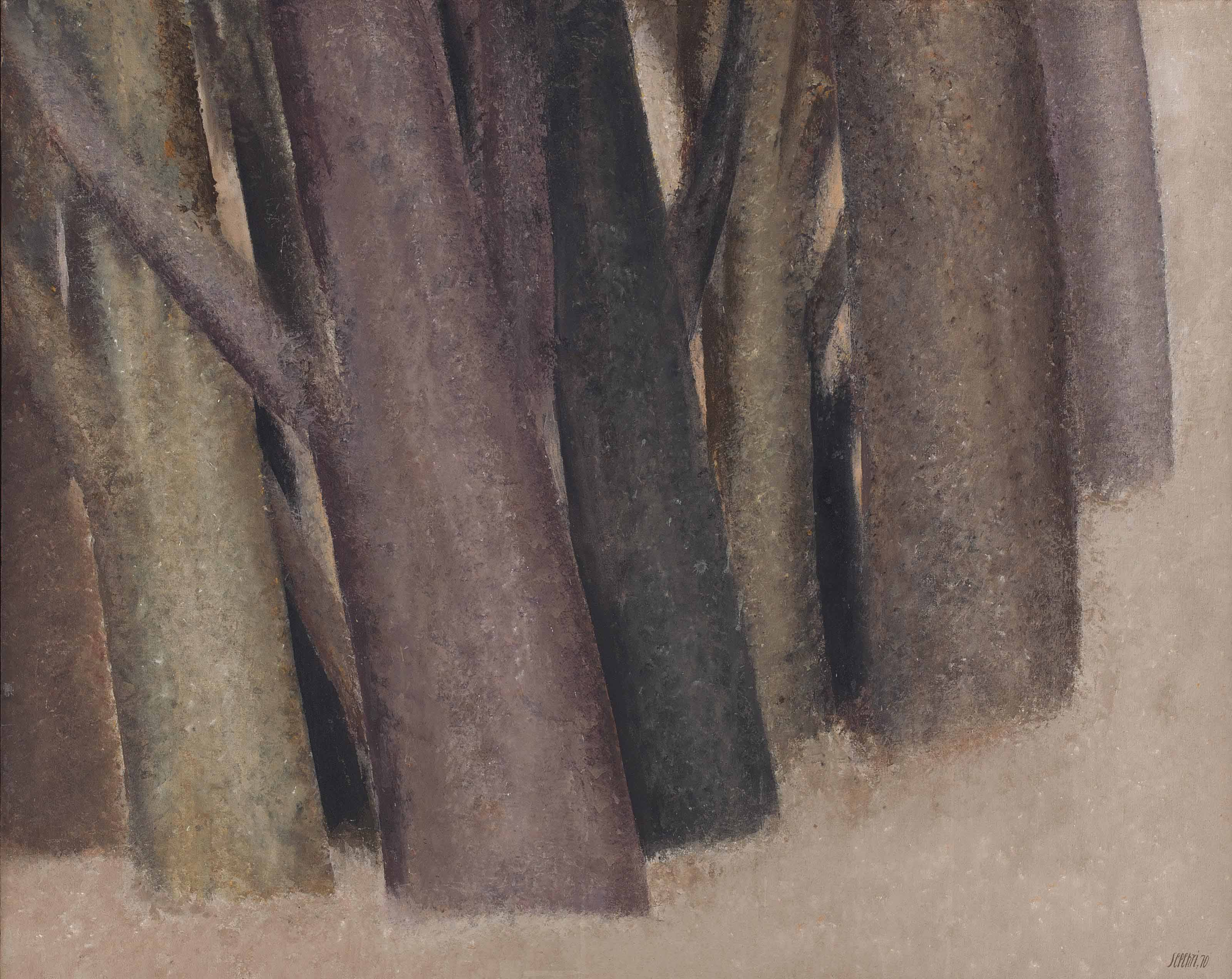
نقاشی «بی‌عنوان» از مجموعه درختان سهراب سپهری. سبک ساده و هاشور با مداد سپهری در این اثر به خوبی نمایان است.

توجه به طبیعت ایران و سازه‌های کهن روستایی آن در میان نخستین نسل‌های هنرمندان معاصر ایرانی به نوعی تلاش برای بازگشت به ریشه‌های فردی و فرهنگیشان بوده‌است. مارکو گریگوریان در دهه‌های ۱۹۵۰ و ۱۹۶۰، کاهگل را به عنوان ماتهٔ کاری خود برگزید و آثاری پدید آورد که دیوارهای کاهگلی خانه‌های روستایی ایران را تداعی می‌کردند. او مخالف هر دو هنر کلاسیک پیرو کمال‌الملک و کوبیسم وارداتی بود، و تلاش داشت تا دریافت خود را به صورتی مدرن اما وام گرفته از غرب ارائه دهد. موضوعات آبستره او شامل منظره دشت‌های خشکیده ایران از نزدیک تا زمین‌های شخم زده می‌شدند. بهره‌گیری از گِل در کارهای او همچنین گاه به شکل آبستره کامل و بازی حجمی با ماته بوده‌اند و گاه دارای چارچوب و خطوط هندسی هستند. آثار او در میان کارهایی از هنرمندان ایرانی قرار می‌گیرند که بعدها با عنوان «سبک کاهگلی» شناخته شدند. از دیگر هنرمندان سبک کاهگلی می‌توان به پرویز کلانتری اشاره کرد. وی خانه‌های روستایی ایران را بر روی بوم نقاشی برد و با گِل، کاه، و گاهی کاشی، منظره‌های سنتی زادگاه خود زنجان را به تصویر کشید.
سهراب سپهری – که بیشتر به خاطر شعرهای نیمایی‌اش شناخته می‌شود – اما دیدگاهی بدیع و شعرگونه به طبیعت داشت که در آن، اجزای طبیعی در شکل حقیقیشان کشیده شده‌اند و نه به عنوان ارائه‌ای با زرق و برق از هنرمند. مجموعه نقاشی‌های «درخت» او به سادگی و با رنگ‌های خاکی چون قهوه‌ای و اخرایی و سایه قلم‌های مشکی کشیده شده‌اند و نشانگر شاعرانگی عرفانی او – که متأثر از مکتب ذن بوده‌است – هستند که به شکلی مینیمالی به تصویر کشیده شده‌اند. سپهری نقاشی خودآموخته و از معدود هنرمندان ایرانی بود که نگاه به شرق (ژاپن و هند) داشت. رویکرد وی به مدرنیسم، بازگشت به ریشه‌های کویری خود (کاشان) در فضایی عرفانی به ساده‌ترین شکل ممکن بود. اشراق و عرفان در کنار «بازگشت به اصل» خود در کارهای ابوالقاسم سعیدی نیز به چشم می‌خورد. در نقاشی‌های خود درختان برگ‌دار را به شکلی نیمه آبستره به تصویر می‌کشد که نمایشگر لحظات متوقف‌شده‌ای از زمان یک درخت یا باغ رؤیایی هستند. برگ درختان و خورشید به همراه تلألو نور آن در آثار وی، با دایره‌های رنگین کشیده می‌شوند. درخشش رنگ‌های گوناگون گل‌ها و درختان در آثار سعیدی، نمایشی باشکوه از بهشت موعود هستند.

### موزه هنرهای معاصر تهران

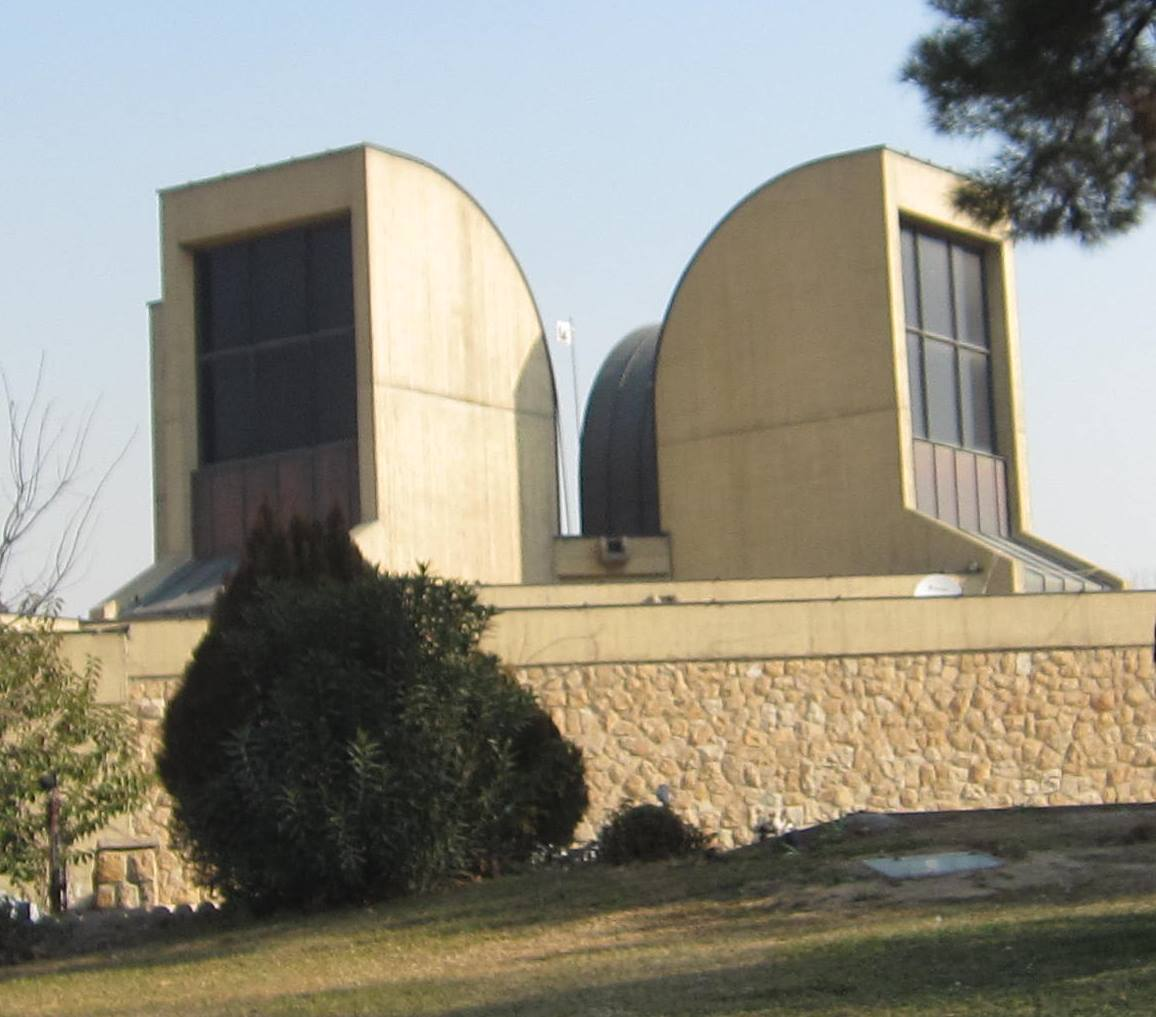
موزه هنرهای معاصر تهران یکی از گسترده‌ترین و کامل‌ترین مجموعه‌های هنر نوین سده بیستم میلادی در جهان را داراست.

گشایش موزه هنرهای معاصر تهران در سال ۱۳۵۶  ه‍.خ باعث ورود جدی ایران و هنرمندان آن به بازار هنر معاصر در جهان شد. با تاج‌گذاری  فرح پهلوی، دربار و حکومت ایران رویکرد مثبتی به هنر نوین پیدا کردند. این هنگامی بود که نه تنها هنر تاریخی ایران در شکل فرش و مینیاتور توسط حکومت از درون و بیرون کشور خریداری می‌شد، بلکه هنر معاصر ایران و به ویژه غرب نیز توسط حکومت و نهادهای زیر نظر ملکه خریداری و نگهداری می‌شد. فرح پهلوی خود علاقه بسیاری به هنر نوین داشت و لیتوگراف‌هایی از هنرمندان غربی چون خوان میرو، مارک شاگال، ژرژ روئو و غیره را نگهداری می‌کرد. در این دوره، تعداد زیادی موزه در سراسر کشور ساخته شدند که بسیاری از آن‌ها به گردآوری هنر باستانی ایران می‌پرداختند. موزه فرش، موزه رضا عباسی، و موزه آبگینه که در خانه‌ای قدیمی مربوط به دوران قاجار بنا نهاده شده بود، همگی از موزه‌هایی بودند که از معماری و ساختاری نوین، اما الهام‌گرفته از هنر محلی ایران برخوردار بودند. به گفته فرح پهلوی، محمدرضا شاه پهلوی خود به هنر باستانی ایران و موسیقی سنتی علاقه‌مند بود و پشتیبانی کاملی از برنامه‌های فرهنگی از جمله گرایش ملکه به هنر نوین داشت.
کامران دیبا، در خاطرات خود، ایده آغازین تشکیل موزه را به تجربه‌های شخصیش در آشنا شدن با هنر معاصر آمریکا و سپس تلاشش در ایجاد مکانی در ایران، مشابه با موزه‌های هنر معاصر رایج در غرب اشاره می‌کند. به گفته او، تنها کسی که به نظرش توانایی و علاقه انجام پروژه جاه‌طلبانهٔ ساخت موزه‌ای برای هنر معاصر را داشت، فرح پهلوی بود. ساخت این موزه در عین حال نشانگر اوج توجه حکومت پیشین ایران به هنر نوین بود. در دهه‌های ۱۹۶۰ و ۱۹۷۰، افراد شاخصی در حکومت پهلوی اقدام به پشتیبانی از هنر و خرید آثار هنری کردند. مهرداد پهلبد، همسر شمس خواهر محمدرضا شاه، مدیر اداره هنرهای زیبا از جمله کسانی بود که در راه‌اندازی موزه هنرهای معاصر تهران نقش داشت. عباس هویدا، نخست‌وزیر ایران، نیز دارای مجموعه‌ای خصوصی از هنر ایران بود. افراد و مجموعه‌های دولتی و خصوصی دیگری چون سازمان رادیو تلویزیون ملی ایران، احسان یارشاطر، سازمان‌های تابعه گروه صنعتی بهشهر و خاندان لاجوردی از جمله خریداران اصلی هنر نوین در کشور بودند.
گشایش موزه هنرهای معاصر تهران را می‌توان نمایان‌گر اوج نگاه نوگرا در حکومت پادشاهی ایران دانست. مقدمات ساخت موزه از نزدیک به ۱۰ سال پیش از گشایش آن ریخته شده بود و «دفتر مخصوص شهبانو» برای مدت‌ها اقدام به خرید آثار هنری غربی و ایرانی می‌کرد. دستیاران و کارشناسان هنری دربار را کسانی چون کامران دیبا، آیدین آغداشلو، کریم پاشا بهادری، و دانا استاین تشکیل می‌دادند که با هزینه تأمین شده توسط سازمان برنامه و بودجه و زیر نظر مستقیم دفتر شهبانو اقدام به گردآوری آثار می‌کردند. معماری موزه توسط کامران دیبا و به شکل ترکیبی از معماری سنتی کویری ایران و معماری نوین انجام شد که از جمله مطرح‌ترین پروژه‌های معماری دوران معاصر در ایران به‌شمار می‌رود. تعدادی از تندیس‌های پرویز تناولی نیز در کنار تندیس‌های شاخصی از جاکومتی و مور و دیگر هنرمندان برجسته در محوطه موزه – که به پارک لاله می‌رسد – قرار داده شدند. برای مدتی کوتاه، نخست آغداشلو و پس از او دیبا، به سمت مدیریت موزه گماشته شدند و نخستین نمایشگاه‌گردانی موزه توسط دیوید گالووی انجام شد.
مجموعه آثار موجود در گنجینه موزه هنرهای معاصر تهران را می‌توان بزرگترین مجموعه هنر معاصر مربوط به سده بیستم در بیرون از ایالات متحده آمریکا و اروپا دانست. تلاش دیبا در چرخش به سوی هنر جوان آمریکا، و به ویژه مکتب نیویورک، مجموعه‌ای از کارهای هنرمندان بسیار برجسته‌ای چون جکسون پالک، ویلم دکونینگ، اندی وارهول، سول لویت، فرانسیس بیکن، و جسپر جانز را گرد هم آورد. این مجموعه یکی از کامل‌ترین کلکسیون‌های هنر هیجان‌نمایی انتزاعی در جهان است و اگرچه پس از انقلاب چندان به نمایش گذاشته نشد، اما نسل‌های جوان هنرمندان ایران را با هنر آمریکا بسیار آشنا کرد. پس از دهه‌ها پنهان ماندن در گنجینه موزه، مجموعه آثار برای نخستین بار پس از انقلاب در دوران ریاست علیرضا سمیع‌آذر به نمایش گذاشته شدند؛ دورانی که ایران شاهد باز شدن فضای فرهنگی تحت ریاست جمهوری محمد خاتمی بود.

## دوران پسا انقلاب

### فضای عمومی هنری در آغاز انقلاب
وقوع انقلاب ۱۹۷۹ ایران و اندکی پس از آن، آغاز جنگ ایران و عراق در ۱۹۸۰، دوره‌ای از آشوب و بی‌ثباتی در کشور پدیدآوردند. اگرچه در دوره انقلاب، تعداد بسیار کمی از آثار هنری در ایران مورد تعرض قرار گرفتند، اما بعضی تندیس‌های مربوط به خاندان پادشاهی موجود در کاخ‌های ایشان و نیز نقاشی‌هایی که تحریک‌آمیز دانسته می‌شدند، نابود شدند. بنیاد مستضعفان انقلاب اسلامی که هم‌زمان با انقلاب پایه‌گذاری شده بود، مسئولیت پاسداری از گنجینه‌های هنری ایران را بر عهده گرفت. بنیاد، خود، تعدادی از پرتره‌های خاندان پهلوی را نابود کرد و تعداد زیادی آثار هنری مربوط به حکومت پیشین یا موجود در مجموعه وابستگان بدان را با قیمت‌هایی نازل در حراجی‌های تهران و اروپا فروخت، و باقی را در خزانه باقی گذاشت. بخشی از بنیاد، نقش حراج خانه‌ای را بازی می‌کرد که به آسان‌سازی فروختن این آثار در سکوت خبری و تأمین پول برای سازمان می‌پرداخت. در این میان، به گنجینه موزه هنرهای معاصر تهران کمترین آسیب وارد شد.
نخستین پیامد انقلاب اسلامی در ایران و به حکومت رسیدن سید روح‌الله خمینی، پایان سیاست‌های هنری حکومت پیشین و حاکم شدن فضای سانسور و فشار بر بسیاری از هنرمندان و دگراندیشانی بود که آثارشان در قالب «هنر انقلابی» جای نمی‌گرفت.
«انقلاب فرهنگی» علیه آنچه جمهوری اسلامی «امپریالیسم فرهنگی» غرب می‌دانست، اندک زمانی پس از انقلاب آغاز شد. انقلاب فرهنگی در پی جایگزینی فرهنگ ترویج شده توسط حکومت پهلوی با فرهنگ اسلامی شیعی و جایگزینی آن با «هنر متعهد» بود. تا سالیان متوالی، هنر غربی، فیلم‌ها و موسیقی‌های «منحط»، و هنرهایی چون رقص و باله و خوانندگی (زنان) محدود شدند؛ این محدودیت‌ها تحت عنوان رویکرد ضداستعماری انجام می‌گرفت. محدودیت‌هایی که بعضی از آن‌ها هنوز نیز برقرار هستند. تعدادی از مراکز فرهنگی مستقل از حکومت و گالری‌های هنری ناچار به بستن درهای خود شدند. هنرهای نقاشی و مجسمه‌سازی تا حد زیادی به حاشیه رانده شدند و فعالان آن به مهاجرت، تدریس یا مستند کردن هنر کهن ایران پرداختند. به گفته علیرضا سمیع‌آذر، در سال‌های آغازین انقلاب و بسته ماندن دانشگاه‌ها در دوران موسوم به انقلاب فرهنگی، هیچ‌گونه هنری جز «هنر انقلابی» از سوی حکومت تحمل نمی‌شد. این محدودیت‌ها شامل هنر نوگرا و مکتب بومی سقاخانه نیز می‌شدند.
به نوشته حبیب‌الله آیت‌اللهی هنرهای تصویری بعد از انقلاب اسلامی را می‌توان به دو دوره پیش از پایان جنگ ایران و عراق و پس از آن تقسیم کرد. در دوره نخست، گروهی از هنرمندان رویه هنر نوگرا متأثر از سبک‌های آمریکایی و اروپایی را که نامرتبط با مشخصه‌های انقلاب اسلامی بود ادامه دادند؛ دسته دوم سبک‌های شخصی خود را ایجاد کردند نظیر جواد حمیدی، پرویز کلانتری و احمد اسفندیاری؛ گروه سوم در حوزه هنری گرد آمدند و در پی ایجاد هنری متناسب با انقلاب اسلامی بودند. آن‌ها به جهت عدم آشنایی با سنت هنر اسلامی، عمدتاً از سبک واقع گرایی سوسیالیستی شوروی برآمده در دهه‌های ۱۹۲۰ و ۱۹۳۰ بهره می‌جستند. این گروه مورد حمایت مراکز حکومتی بودند. گروه چهارم که در اقلیت بودند، در پی سبکی بودند که ریشه در سنت هنر ایرانی و هنر اسلامی داشت و مستقیماً از سبک‌های هنری غربی یا مضامین سیاسی استفاده نمی‌کرد.
هنرهای عکاسی و فیلم‌سازی اما، در هنگامی که نیاز به مستند کردن اوضاع به شدت متغیر کشور و صحنه جنگ بود، رشد کردند و هنرمندان نامی چندی از آن‌ها بالا آمدند. عکاسانی چون کاوه گلستان و عباس عطار عکس‌های ماندگاری از رویدادهای انقلاب گرفتند.

### هنر انقلابی و جنگ
به موازات «هنرهای مردمی» که در شوروی، چین، کوبا، و مکزیک در هنگام انقلاب شکل گرفت، هنرمندان هوادار تغییر سیاسی در ایران نیز در سال‌های منتهی به انقلاب اسلامی ۱۳۵۷ اقدام به آفرینش پوسترها، دیوارنگاری‌ها، و گرافیتی‌هایی کردند که در جهت انقلاب بودند. هنرمندانی چون آراپیک باغداساریان و هانیبال الخاص از جمله هنرمندانی بودند که در کارهای آن روزهای خود یا به آشکارا به مخالفت با حکومت شاه می‌پرداختند یا اندوه مردم در مرگ مبارزان و کشته‌شدگان خیابان را به تصویر می‌کشیدند. دیگرانی چون نیکزاد نجومی با الهام از انقلابیون مکزیک، به خلق آثاری تاریک از نمایش خفقان و استبداد پرداختند. هانیبال الخاص، تأثیرپذیرفته از جلال آل احمد، در دوران پهلوی نیز مخالفت خود را با حکومت و هنر وارداتی در کارها و نمایش‌های اعتراضیش نشان می‌داد.
در دوران انقلاب نیز، تعدادی از هنرجویان دانشکده هنرهای زیبا به صف مخالفان حکومت پادشاهی پیوستند و پس از انقلاب، پایه‌های جریانی هنری را ریختند که «هنر انقلابی–اسلامی» خوانده می‌شد. نخستین نمایشگاه این گروه از هنرمندان در زیرزمین حسینیه ارشاد در تهران برگزار شد. بانی این نمایشگاه که دانشکده هنرهای زیبا بود، پس از تهران، آن را در شهرهای دیگر ایران نیز به نمایش گذاشت. در بهار ۱۳۵۸ نیز نمایشگاه بزرگتری از آثار آنان در موزه هنرهای معاصر تهران به نمایش گذاشته شد. پس از نمایش موفق این آثار در حسینیه ارشاد، در ۱۳۶۰ گروهی از هنرمندان سازمان «حوزه اندیشه و هنر اسلامی» را پایه‌گذاری کردند که بعدها زیرمجموعه حوزه هنری سازمان تبلیغات اسلامی شد و وظیفه اصلی‌اش پشتیبانی از هنر انقلابی و «متعهد» بود. با آغاز جنگ ایران و عراق در شهریور ۱۳۵۹، هنرمندانی که پیشتر در انقلاب شرکت داشتند، جذب دستگاه هنری–تبلیغاتی جنگ شدند؛ کسانی چون حمید قدیریان، علی وزیریان ثانی، مصطفی ندرلو، ناصر پلنگی، حبیب‌الله صادقی، کاظم چلیپا، حسین خسروجردی، و ایرج اسکندری که اغلب با نام «هنرمندان انقلابی» شناخته می‌شوند. از میان این افراد، تعدادی همچون چلیپا، صادقی، و خسروجردی بعدها عضو مراکز هنری حکومتی شدند و به مقام‌های دولتی دست یافتند.

«آثار جنگ» عکسی از بهمن جلالی

دو هدف هنر انقلابی–جنگی در این دوره، تلاش برای همراه کردن مردم با رویدادهای جبهه‌های جنگ و دعوت از آنان برای حضور در این جبهه‌ها، و نیز نمایش نمادین باورهایی همچون شهادت بود که به جبهه‌های جنگ زیبایی می‌بخشیدند. با بهره‌گیری از عناصر خیالی و ماورایی، هنرمندان انقلابی کوشیدند تا مفهوم‌های مبارزه و رشادت را بدون وارد شدن به روایت مستقیم از نبردهای جنگ و نشان دادن صحنه‌های خونین، به شکل روایی و نمادین به تصویر بکشند.
پس از پایان جنگ در ۱۳۶۷ و با آغاز دوران سازندگی در دو دوره ریاست‌جمهوری اکبر هاشمی رفسنجانی، تصاویر از جانبازان جنگ بر بسیاری از دیوارهای ایران نقش بستند. همچنین، آثار انقلابی و به‌ویژه دوران جنگ در موزه آثار شهدا به نمایش گذاشته شدند.

### دوران اصلاحات و پس از آن

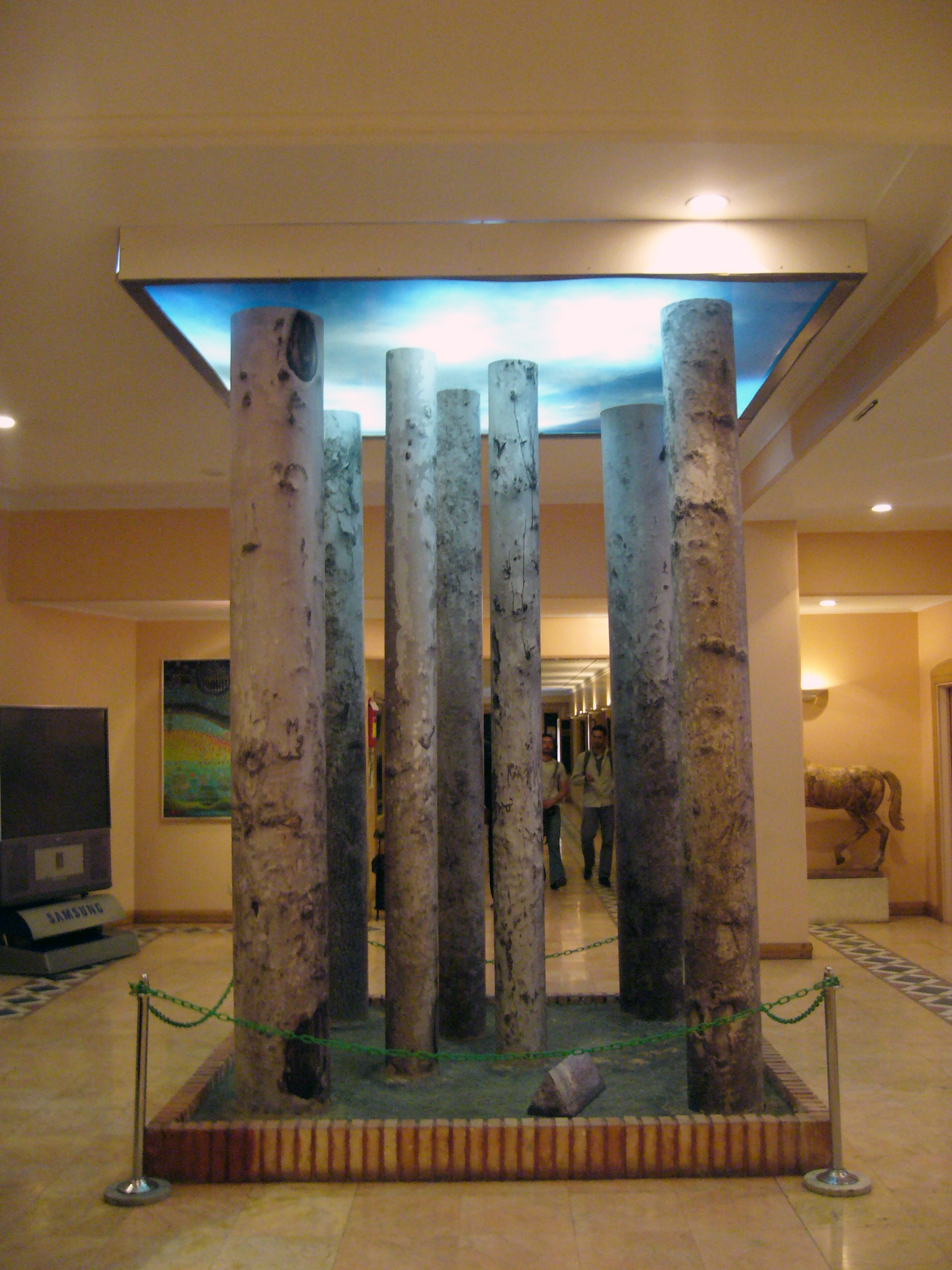
چیدمان هفت‌چنار از عباس کیارستمی. خانه هنرمندان ایران

با روی کار آمدن محمد خاتمی و تغییر سیاست‌های وزارت فرهنگ و ارشاد اسلامی، فضای بازتری برای هنرمندان ایجاد شد و ارتباط حکومت با هنرمندان نوگرای ایرانی و خارجی بیرون از کشور دوباره برقرار شد. پیشرو این امر، موزه هنرهای معاصر تهران بود که ارتباط با مراکز هنری خارجی و دعوت از هنرمندان خارجی و ایرانی بیرون از کشور را آغاز کرد. در این هنگام بود که برای نخستین بار پس از انقلاب، هنرمندان نوگرای ایرانی با پشتیبانی دولت در جشنواره‌های مطرح خارجی شرکت می‌کردند. تعدادی از هنرمندان نسل نخست نیز با بازگشت به کشور، در نمایشگاهی که به همت رویین پاکباز و رز عیسی برگزار شده بود شرکت کردند. زنده‌رودی، فرمان‌فرماییان، وزیری مقدم، تناولی، و منصوره حسینی از جمله این هنرمندان بازگشته بودند. پس از اندک زمانی، نمایندگان جوان هنر ایران در نمایشگاه‌های بین‌المللی حضور پیدا کردند و با همکاری علیرضا سمیع‌آذر و در سایه اندیشه «گفتگوی تمدن‌های» خاتمی، نخستین نمایشگاه هنر نوگرا و معاصر ایران در پس از انقلاب در انگلستان، و سپس در آمریکا به نمایش درآمد. این نمایشگاه – با عنوان «نسیمی از باغ ایرانی: هنر جدید از ایران» – توانست توجه منتقدان هنری و حتی سیاست‌مدارانی چون کاندولیزا رایس را به خود جلب کند. تعداد بسیاری نمایشگاه هنری دیگر پس از این دوره برگزار شدند که از مهم‌ترین آن‌ها می‌توان به نمایشگاه جامع انجمن آسیا از هنر نوگرای پیش از انقلاب ایران در سال ۲۰۱۳ یاد کرد. باز شدن دفترهای دو حراجی مهم کریستی در شارجه، و ساتبی در دوبی عامل مهم دیگری در ورود هنرمندان ایرانی به بازار جهانی در میانه دوم دهه ۲۰۰۰ میلادی به بعد بود.
سال‌های دهه ۱۳۸۰ به بعد شاهد برآمدن نسلی از هنرمندان جوان ایرانی بود که به دلیل رشد و تحصیل در فضای به نسبت بازتر سیاسی، کارهایی اغلب رها از اندیشه هویتی نسل‌های پیش از خود آفریدند که شکل‌های جدیدتری از بیان، همچون ویدئو و اجرا و اینستالیشن و عکاسی، را در بر می‌گرفت؛ موجی هنری که از آن به عنوان «موج نوی هنر ایران» یاد می‌شود.

### انواع هنر نوگرا

#### هنر نوگرای انتقادی پس از انقلاب
از جمله تأثیرگذارترین هنرمندان نقاش در این دوره، آیدین آغداشلو بود که در دوره پادشاهی پهلوی برای مدتی مدیریت «امور فرهنگی و هنری دفتر مخصوص » فرح پهلوی را بر دوش داشت، و پس از انقلاب با راه‌اندازی کلاس‌های نقاشی، به آموزش و کار به سبک «استادکاری» خود و بازآفرینی آثار هنری پیشینیان با دقت بسیار بالا پرداخت. آثار وی ملهم از اندیشه «زوال و انهدام» هستند؛ مینیاتورهای مچاله شده و سوخته، پیکره‌های عریان، و پنجره‌های پوسیده همگی نشان از آگاهی وی به نابودی تدریجی آثار هنر، و اعتراضی به این روند بوده‌اند. آموزش‌ها و آثار آغداشلو در این هنگام، نقش مهمی در زنده ماندن هنر نوین در دوره رکود پس از انقلاب داشتند.
با پایان جنگ، عده‌ای از هنرمندان ایرانی به مرور خاطرات تلخ خود از روزهای جنگ و تخریب پرداختند. خسرو حسن‌زاده روایتی هولناک از جنگ دارد و به بی‌معنا بودن رویدادی می‌پردازد که در آن دوستان با کفنی سفید بازمی‌گردند و هویتشان به ارواحی سفیدرنگ تقلیل می‌یابد. در مجموعهٔ جنگ خود، حسن‌زاده کلاهخودهای جنگی تیرخورده و سوراخ شده‌ای را به تصویر می‌کشد و با معنی زدایی در ذهن بیننده، مؤثر بودن آن ابزارها را در جنگی خانمان‌برانداز زیر سؤال می‌برد. شادی قدیریان در نیل، نیل به تجربهٔ نامعمول اختلاط جنگ و زندگی عادی اشاره می‌کند. در یکی از عکس‌هایش، نارنجکی در ظرفی میوه کنار میوه‌های دیگر قرار گرفته؛ تصویری به ظاهر آرام و عادی که بیننده را به فضای دلهره‌آور ورود جنگ به زندگی می‌کشاند. نیوشا توکلیان نیز در مجموعه عکس‌های تأثیرگذار خود، مادران شهدا، به سراغ مادران عزاداری می‌رود که پس از گذشت سال‌ها از جنگ، هنوز در غم از دست دادن فرزندان خود هستند و نمایشگر زنده‌ای از میراث خشن جنگ.

#### دیوارنگاری و هنر خیابانی
تاریخچه دیوارنگاری در دوران معاصر ایران به پس از تلاش‌های حکومت شاهنشاهی در نمایش دستاوردهای خود بر دیوارها و استخدام هنرمندان برجسته برای این منظور بازمی‌گردد. در ۱۹۶۹، وزارت بهداشت ایران از مسعود عربشاهی درخواست کرد تا فرسکویی در مقر سازمان شیر و خورشید ایران بسازد. او همچنین به آفریش دیوارنگاره‌هایی برای وزارت صنایع و معادن و دیگر مکان‌های مهم در کشور، از جمله ساختمان‌های وابسته به گروه صنعتی بهشهر، پرداخت. کار محمد حسین شیدل در سالن کنفرانس اصلی وزارت کشاورزی در تهران که جامعه‌ای سکولار و مبتنی بر دانش را به تصویر می‌کشد، و نیز نقاشی دیواری ابوالقاسم سعیدی در تالار رودکی و بنیاد گوته تهران، همگی نمایشگر پشتیبانی دولتی از این هنر و در عین حال نظارت بر اجرای آن‌ها در جهت نمایش سیاست‌های حکومتی بودند. بهره‌گیری سیاسی حکومت از دیوارنگاری در چندین نمونه از کارهای منوچهر نیازی و ایرج اسکندری در به تصویر کشیدن شاه به عنوان هوادار اصلاحات و در ستایش انقلاب سفید، آشکار است.
فضای باز سیاسی برای دوره کوتاهی پس از انقلاب، به هنرمندانی چون نیلوفر قادری‌نژاد اجازه داد تا به آفرینش آثار دیوارنگاری انقلابی بپردازند. با این حال، این دوره کوتاه در ۱۳۵۹ با دستور پاکسازی فضاهای عمومی به پایان رسید و دیوارهای شهرها تنها جایی برای نشان دادن هنر انقلابی مورد تأیید حکومت شدند. نخستین دیوارنگاره‌های پس از انقلاب، با آنکه شکل کلی افقی و طویل مرتبط با دیوارنگاره‌های انقلابی را حفظ کردند، اما به خود رنگ مذهبی گرفتند و در آن‌ها از نمادهای مذهبی شیعه بهره گرفته شد. در این نگاره‌ها، مخالفت با استعمار جهانی و آمریکا، همچنین تلاش برای آزادسازی قدس و سرزمین‌های فلسطینی دیده می‌شوند. با این حال، بسیاری از این نگاره‌های آغازین که توسط هنرمندان مستقل کشیده شده بودند، در دهه‌های بعدی نابود شدند و اکنون تنها تعداد اندکی از آن‌ها بر دیوارهای سفارت اشغال‌شده آمریکا در تهران باقی‌مانده‌اند.
پس از انقلاب، نهادهای اقتصادی و نظامی وابسته به رهبری کشور اقدام به استخدام هنرمندان برای اجرای دیوارنگاره‌هایی بر سطح دیوارهای شهرهای بزرگ کشور کردند. این دیوارنگاره‌ها با نقشه‌های معین و در مکان‌های از پیش تعیین‌شده برای دید بهتر مردم ساخته می‌شدند، و در همگی آن‌ها نمادهای مذهبی شیعه به چشم می‌خورند. مضمون این دیوارنگاره‌ها را می‌توان در گروه‌های «مخالفت با دشمن امپریالیست و استعمارگر»، «ولایت فقیه»، «انقلاب اسلامی و شخصیت‌های تاریخی اسلام‌گرا»، و «شهادت» طبقه‌بندی کرد. برخلاف کارهای مستقل دوران انقلاب، بر روی این کارها اغلب امضای نقاش و نهاد پشتیبان آن‌ها (برای نمونه سپاه پاسداران انقلاب اسلامی) به چشم می‌خورد. تصاویر رهبران مذهبی ایران، همچون سید روح‌الله خمینی و سپس سید علی خامنه‌ای، از جمله نگاره‌هایی بودند که در جای‌جای کشور به فراوانی دیده می‌شدند. مخالفت با «رژیم صهیونیستی» و «شیطان بزرگ» در کنار تصاویر مسجدالاقصی از جمله دیگر تصاویر پرهوادار بودند.

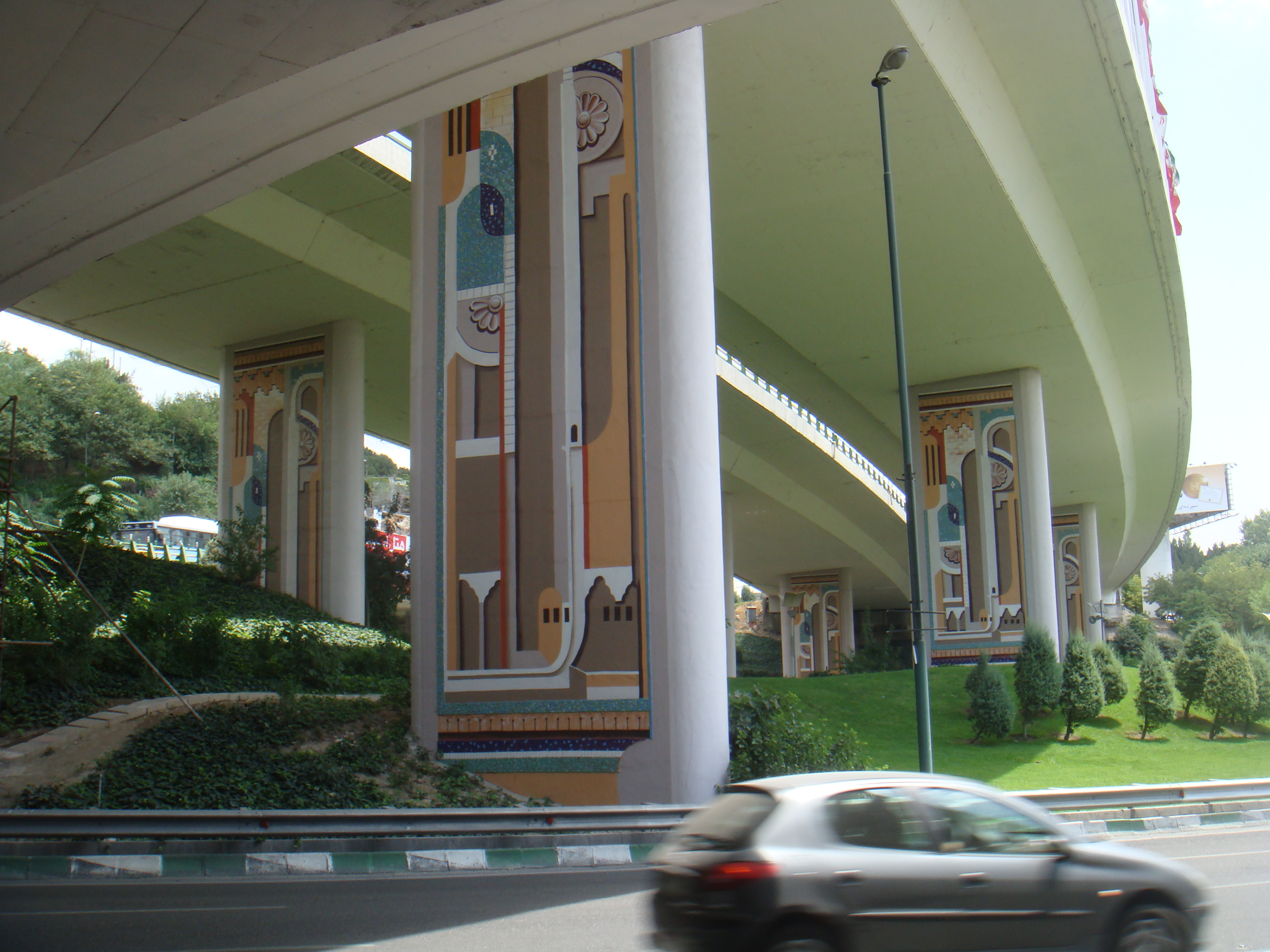
دیوارنگاره‌ای در زیر پلی در بزرگراه همت در تهران، مربوط به پس از دوران «زیباسازی».

پس از پایان جنگ و آغاز ریاست جمهوری هاشمی رفسنجانی، موضوع اغلب دیوارنگاره‌ها دیگر نه جنگ و ولایت فقیه، بلکه زیبایی، لذت‌های بصری و توصیه‌های اخلاقی بود. در این دوره، غلامحسین کرباسچی به عنوان شهردار تهران دیوارهای عمومی را با تصاویری رنگین از منظره‌های زیبا و توصیه به فضایل اخلاقی آراست. سازمان زیباسازی شهرداری تهران مسئول پاکسازی دیوارهای شهر از دیوارنگاره‌های قدیمی و آراستن آن‌ها با رنگ‌های شاد شد و با آغاز دوران اصلاحات در زمان ریاست جمهوری محمد خاتمی، مفهوم «زیباسازی» در بسیاری شهرهای ایران فراگیر شد. هنرمندان دیوارنگار در این دوره از آزادی عمل بیشتری برخوردار بودند و تمرکز پیشین بر واقع‌گرایی در نقاشی‌های خیابانی، جای خود را به دنیای انتزاعی هنرمندان جوان داد. محمود شعیبی، رسول عبیدی، و مهدی قدیانلو از هنرمندانی بودند که جهان‌های سوررئال و سه‌بعدی چشم‌فریب را بر دیوارهای شهرهای ایران آوردند. منبع الهام بسیاری از این آثار، هنر انتزاعی، سوررئالیسم، مینیاتورهای ایرانی و خطاطی ایرانی بودند. در دوره زیباسازی، اشاره به شهیدان انقلاب و جنگ به آرامی به فراموشی سپرده شد و حتی تعدادی از کارهای قدیمی در طی بازسازی، پاک یا با مضامین دیگر جایگزین شدند. به باور تالین گریگور، خط «پاکسازی» به فرمان روح‌الله خمینی، «بازسازی» به فرمان هاشمی رفسنجانی، و «زیباسازی» به فرمان خاتمی در نهایت به پاکسازی دوباره نقاشی‌های دیواری خیابانی پس از رویدادهای مربوط به جنبش سبز می‌رسد و دایره‌ای بسته از رویدادهای تاریخی انعکاس یافته در هنر دیوارنگاری ایران را به نمایش می‌گذارد.
مستقل از نهادهای وابسته به حکومت، هنرمندان گرافیتی‌کار خیابانی در تهران آثار مطرحی از خود بر جای گذاشته‌اند. از جمله ایشان، تنها (a1one) است که تصاویری همچون گداها و کودکان خیابانی تهران درآمیخته با خطاطی را بر دیوارهای این شهر می‌کشد. او را می‌توان از جمله نخستین کارهای گرافیتی کارهای ایرانی دانست که در کارهای خود مضامین آشکار اعتراضی–سیاسی به کار برده‌اند. دیگر هنرمند خیابانی معترض، بلک هند است که به تضادهای اجتماعی در ایران و مشکلات جامعه اشاره می‌کند. در اثری از او، بازار فروش کلیه توسط ایرانیان نیازمند به مانند یک حراجی متخصص به تصویر کشیده شده‌است. به دلیل وجود هجو سیاسی قوی در کارهایش، بلک هند با هنرمند بریتانیایی، بنکسی، مقایسه می‌شود. مهدی قدیانلو نیز که کار خود را به عنوان دیوارنگار شهرداری پس از پایان تحصیلات در دانشگاه تهران آغاز کرده بود توانست به ارائه کارهای خود در نمایشگاه‌های بین‌المللی و از جمله شهر لندن بپردازد.

#### هنر اجرا و چیدمان
اگرچه نخستین تجربه‌های هنر اجرا و چیدمان در ایران به دهه ۱۳۵۰ و آثار مرتضی ممیز و مارکو گریگوریان مربوط می‌شود، اما با وقفه‌ای طولانی، نخستین هنر چیدمان در پس از انقلاب در سال ۱۳۷۲ توسط گروهی از هنرمندان جوان شامل شاهرخ غیاثی، ساسان نصیری، و فرید جهانگیر در خانه‌ای رو به تخریب انجام شد. یکی از مهم‌ترین این پروژه‌ها اما «تجربه ۷۷» نام داشت که در سال ۱۳۷۷ توسط گروهی شامل بیتا فیاضی، نصیری، جهانگیر، و خسرو حسن‌زاده به صورت نمایشگاه گروهی در تهران اجرا شد. در همین سال، اثر مهم «سوسک‌ها» از بیتا فیاضی برنده جایزه ویژه ششمین دوسالانه سفالگران ایرانی شد؛ اثری که در آن هزاران سوسک سرامیکی و لعاب‌دار به نمایش گذاشته شدند. مهم‌ترین رویداد در مطرح شدن این نسل از هنرمندان اما، نمایش آثار ایشان در نمایشگاه «نخستین نمایشگاه هنرهای مفهومی» در تابستان ۱۳۸۰ در موزه هنرهای معاصر تهران بود که بازدیدکنندگان بسیاری را به همراه داشت. پس از آن، نمایشگاه «باغ ایرانی» توانست تعداد زیادی از هنرمندان ایرانی و خارجی را در موزه هنرهای معاصر گرد آورد. از جمله آثار مطرح به نمایش گذاشته در این نمایشگاه، چیدمان «باغ بی‌برگی» اثر عباس کیارستمی بود که چندین تنه چنار را به نشانه پیوند زمین و آسمان در کنار هم به نمایش می‌گذاشت. از جمله مطرح‌ترین نام‌های موج نوی سینمای ایران در جهان، کیارستمی در مجموعه عکس‌های «سفید برفی» خود نیز طبیعت برفی و نمایش درختان در شکلی مینیمال را به تصویر کشیده بود.
هنر پرفورمنس یا اجرا نیز در این دوره رشد دوباره‌ای به خود گرفت. هنرهای اجرایی سنتی در ایران از قدمت بالایی برخوردار هستند و هنرهایی چون شبیه‌خوانی و معرکه‌گیری هواداران زیادی در میان عامه مردم ایران دارند. پروژه‌هایی چون هنر در روستا (۱۳۸۵ به بعد) به درگیر کردن مخاطبان غیرحرفه‌ای در اجراهای خودجوش و بدون برنامه‌ریزی شده کمک کرده‌اند. اگرچه هنرمندان این پروژه‌ها، اغلب از تحصیل‌کردگان رشته‌های هنری بوده‌اند، اما مخاطبان این برنامه مردم روستاها و شهرهای کوچکتر ایران هستند که جزئی از هنر تعاملی می‌شوند. در اجرای «ماهی‌های یونس»، هنرمندان طبیعت دوست ایرانی خود را در کفن پلاستیکی پوشانده و در زمین‌های خشک تالاب گاوخونی – که با خشک شدن رود زاینده‌رود، از آب تهی شده بود – دراز کشیدند تا توجه مردم را به مسائل محیط زیستی در ایران و خشک شدن کشور جلب کنند. این اجرا، از جمله اجراهای پیشرو در زمینه ترکیب هنر پرفورمنس با هنر محیط زیستی (Eco-art) بود.

### زنانگی در هنر نوگرای پس از انقلاب
با برقراری حکومت اسلامی در ایران، تقریباً همه هنرهایی که به شکلی زنانگی در خود داشتند – از جمله رقص، آوازخوانی، باله، مُد – یا به کلی کنار گذاشته یا محدود شدند. این در حاشیه نگاه داشته شدن و سرکوب، خود را در آثار هنری معاصر پسا انقلاب ایران به شکلی تاریک یا اعتراضی نشان می‌دهد. زنان در این آثار به صورتی جسور و مبارز حاضر شده‌اند که نوعی اعتراض به سرکوب اجتماعی خود است. با اجباری شدن حجاب در کشور، موضوع حجاب و چادر بخش بزرگی از کارهای هنرمندان زن منتقد را تشکیل داد. حجاب و چادر در کارهای عده‌ای از هنرمندان زن ایرانی بیرون از کشور، نمادی برای نمایش سخت‌گیری‌های مذهبی و خودباختگی زنانه می‌شود؛ کارهایی که می‌توان در نوع خود «هنر چادر» نام داد.
سونیا بالاسانیان، هنرمند ارمنی‌تبار، از جمله نخستین هنرمندانی بود که توجه مخاطبان غربی را به چادر جلب کرد. در مجموعه «روزهای سیاهِ سیاه»، وی زنانی را به تصویر می‌کشد که چهره‌هایشان در فضایی از ترس و وحشت با حجاب مخدوش و سانسور شده‌است. ارائه این کارها در هنگامی که جنگ ایران و عراق به تازگی به پایان رسیده بود، توجه بسیاری را به شرایط اجتماعی ایران جلب کرد. مرجان ساتراپی در نقاشی‌های مصور خود با نام پرسپولیس، چهره‌ای تاریک از زندگی روزمره دختران جوان ایرانی در حکومت اسلامی ارائه می‌دهد. ساتراپی در مجموعه داستان‌های خود، تجربه‌های شخصی خود هنگام حضور در ایران و نیز تجربه‌های روزمره زنان ایرانی را به تصویر می‌کشد.
شیرین نشاط در مجموعه‌های زنان الله و عصیانگر خود، به هویت زن ایرانی در فضای نظامی–مذهبی پس از جنگ و رنگ باختن زنانگی در پشت لباس‌های سیاه می‌پردازد. او در آثار متعدد خود با نشان دادن فضاهایی گاه همه مردانه و گاه به‌طور کامل زنانه، به محدودیت‌های زنان و جداسازی‌های جنسیتی در پس از انقلاب می‌تازد. کنتراست شدید میان رنگ‌های سیاه و سفید از ویژگی‌های آثار عکاسی و ویدئویی او هستند که با بهره‌گیری از آن‌ها، به درکی خشک و سیاه‌سفید از اسلام مدرن اشاره می‌کند. ناهید حقیقت نیز در آثار آکواتینت خود در فضایی تاریک و غمگین، زنان ایرانی را در زیر ترس از زیرنظر گرفته شدن و داشتن آرزوی آزادی به تصویر می‌کشد. او حتی پیش از اجباری شدن حجاب در کشور، با نشان دادن زنانی که در پی برداشتن روسری از سر هستند، جامعه پدرسالار ایران را به نقد کشید. از دیگر هنرمندانی که در کارهایشان به موضوع حجاب پرداخته‌اند، می‌توان به پرستو فروهر، شهرام انتخابی، و لیلا پازوکی اشاره کرد.
هنرمندان درون کشور نیز به گونه‌ای به حاشیه رانده شدن زنان در ایران اشاره کرده‌اند. شادی قدیریان به عکاسی از زنانی می‌پردازد که صورت‌هایشان با لوازم خانه، همچون اتو و جارو دستی و آبکش، پوشانده شده‌است و به مسئله هویت زن و نقش‌های جنسیتی در جامعه مردسالار اشاره می‌کند. او همچنین به خاطر مجموعه عکاسی زنان قاجار خود شناخته شده‌است؛ در ارائه‌ای بدیع، قدیریان دوستان و اعضای خانواده‌اش را در لباس‌های قاجاری و در حالی که ابزارآلات مدرنی چون رادیو یا نوشابه پپسی‌کولا در دست دارند به تصویر کشیده‌است. کتایون کرمی در مجموعه سانسور خود چهره‌هایی مخدوش و سرکوب شده از زنان را نمایش می‌دهد که صدا یا تصویرشان سانسور شده‌است یا در حالی که دستی در جلوی دهانشان قرار گرفته‌است، از فریاد زدن بازمانده‌اند.

## مهاجران دور از وطن
موج نخست هنرمندان مهاجر ایرانی، در دهه‌های ۱۹۴۰ تا ۱۹۶۰، پاریس را به عنوان مقصد کاری خود برگزیدند. در آن هنگام، پاریس هنوز به عنوان پایتخت هنری جهان شناخته می‌شد و این هنرمندان اغلب نه به دلایل سیاسی، بلکه بیشتر برای نزدیکی به محفل‌های هنری به‌روز اروپایی تشویق به مهاجرت شده بودند. ناصر عصار از جمله نخستین ایرانیان مهاجر به فرانسه بود. ابوالقاسم سعیدی و زنده‌رودی نیز اگرچه برای زندگی به پاریس مهاجرت کردند، اما تا پیش از انقلاب ایران به دلیل بازار مناسب داخلی، به کشور رفت‌وآمد داشتند.
اگرچه فضای هنری ایران در دوران پهلوی دوم به سوی هرچه بازتر و لیبرال‌تر شدن پیش می‌رفت، اما فضای سانسور حاکم بر حکومت پهلوی، تعدادی از هنرمندان از جمله اردشیر محصص و اکبر بهکلام را ناچار به تبعید خودخواسته کرد. اغلب این هنرمندان پس از فرو افتادن حکومت پهلوی نیز به ایران بازنگشتند. اردشیر محصص در سال ۱۹۷۶ به دلیل مخالفت آشکار سیاسی، از برگزاری نمایشگاه و کار منع شد و اندکی بعد به پاریس و سپس به ایالات متحده آمریکا مهاجرت کرد. اکبر بهکلام نیز در آثار خود فضای تاریک و دهشتناک زندان و وضعیت زندانیان سیاسی را، در هر دو حکومت پهلوی و اسلامی، نمایش داده‌است. سبک او در آغاز ترکیبی از واقع‌گرایی و هنر مینیاتور ایرانی بود، اما بعدها و به ویژه در کارهای سیاسیش، سبک نو–اکپرسیونیسم را دنبال کرد. نیکی نجومی، دیگر هنرمند ساکن آمریکا، در کارهای خود به شکلی مستقیم به سیاست‌های استبدادی در هر دو دوران پیش و پس از انقلاب حمله کرد. در نقاشی‌های نجومی بازداشت‌های ساواک، قدرت روحانیون، و تاریخ ایران در کنار ساختار فاسد حکومتی به شکل عام به تندی به نقد کشیده می‌شوند و سیاستمداران تکه‌تکه شده و بازسازی شده با اجزای نامانوس در فضایی سوررئال به نمایش تضادهای درونی خود می‌پردازند. به دلیل انتقادهای صریح و تند وی از حکومت، نجومی از آموزش هنر در دوران پهلوی منع شد. پس از مهاجرت به آمریکا و وقوع انقلاب نیز جمهوری اسلامی به وی اجازه کار در ایران را نداد و میرحسین موسوی، نخست‌وزیر وقت ایران، از او به خاطر ضداسلامی بودن انتقاد کرد.
موج دوم مهاجرت هنرمندان ایرانی، با روی دادن انقلاب اسلامی در سال ۱۳۵۷ همراه بود. مارکو گریگوریان، ژازه تباتبایی، پرویز تناولی، ابوالقاسم سعیدی، عباس عطار، مسعود عربشاهی، ناصر اویسی، و سیراک ملکونیان از این دست هنرمندان بودند که اغلب به آمریکای شمالی مهاجرت کردند. لیلی متین دفتری، کامران دیبا، بیژن صفاری، و علی مهدوی نیز پاریس را به عنوان مقصد خود برگزیدند. بسیاری از این هنرمندان تا نزدیک به دو دهه به ایران مسافرت نمی‌کردند یا نمایشگاهی در این کشور نمی‌گذاشتند، اما با روی کار آمدن محمد خاتمی، موزه‌های ایران برای بار دیگر پذیرای آثار تعدادی از آن‌ها شد و آن‌ها توانستند برای ارائه نمایشگاه به کشور بازگردند.
به دنبال یافتن و حفظ هویت ایرانی خود در جهانی غریب، هنرمندان ایرانی از عنصر نوستالژی و نگاه به گذشته بهره گرفتند. تعدادی از هنرمندان مردمی (پاپ آرتیست) در کالیفرنیا، ایالات متحده، به نمایش شکوه ایران باستان و آفرینش دستاوردهای کوروش بزرگ پرداختند. حجت‌الله شکیبا در کارهای هایپررئالیستی خود این شکوه تاریخی را با نشان دادن زنان ایرانی در دوره‌های تاریخی گوناگون به تصویر می‌کشد و به بازسازی تصاویر کاخ‌ها و شخصیت‌های شکوهمند هخامنشی پرداخته‌است. کارهای او از جمله آثار هنری پرهوادار در میان ایرانیان بیرون از کشور بوده‌اند. بازگشت به تاریخ کهن ایران و تمدن هخامنشی در کارهای ملیحه افنان، هنرمند اسرائیلی با تبار ایرانی، از دریچه خاطره‌های خانواده‌اش به هنگام بودن در ایران، به تصویر کشیده شده‌اند. فریدون آو، نقاش و گالری دار، به تاریخ اسطوره‌ای و پهلوانی ایران مراجعه کرده‌است و پهلوانی رستم‌گونه را در کارهای میکس‌مدیا با تصاویر عباس جدیدی، کشتی‌گیر نامدار ایرانی، نشان می‌دهد. او برای جستجو در هویت ملی ایرانی، به ریشه‌های زرتشتی خود و داستان‌های شاهنامه بازگشته است. نوستالژی تاریخی در کارهای قاسم حاجی‌زاده نیز به فراوانی دیده می‌شود؛ اما نگاه او بیشتر به تاریخ معاصر ایران در چند سده گذشته‌است. حاجی‌زاده تا اندکی پس از انقلاب در ایران حضور داشت، اما در نهایت به دلیل فشارهای سیاسی و نداشتن اجازه برای برگزاری نمایشگاه، در سال ۱۹۸۷ به پاریس مهاجرت کرد. نقاشی‌های او علاقه وی به عکاسی را به نمایش می‌گذارند. او در کارهای خود عکس‌های قدیمی از شخصیت‌های تاریخی ایران در دوره قاجار و پهلوی را (همچون تاج‌السلطنه) بازسازی کرده، و به هنر مردمی توجه ویژه‌ای داشته‌است.

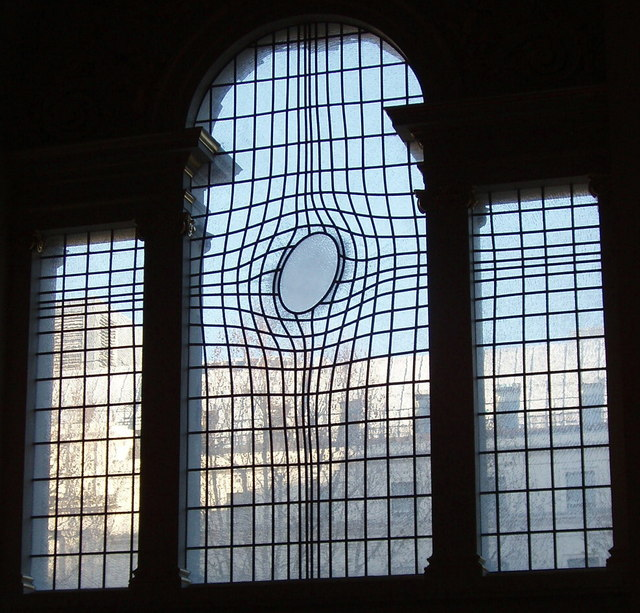
«پنجره شرقی نوین» اثری از شیرازه هوشیاری در کلیسای سن مارتین–این–دِ–فیلدز.

اما، تعدادی از هنرمندان ایرانی در خارج کارهایی جهان‌شمول‌تر ارائه کردند و اغلب به خاطر کارهای انتزاعی پیشرو خود در محفل‌های هنری غرب شناخته شدند. از جمله ایشان، می‌توان به منیر فرمانفرمائیان اشاره کرد که از نخستین هنرمندان ایرانی بود که در ایالات متحده ساکن شد، و در دوران هنری خود از جمله اعضای سرشناس جنبش‌های هنری نیویورک بود که با اندی وارهول نیز همکاری داشت. او در کارهای متعددی که در ایران و آمریکا آفرید، از آینه‌کاری‌های ایرانی در نشان دادن اشکال گوناگون هندسی و بازتاب‌های بینابینی نور در آینه‌ها بهره گرفت. او از جمله معدود هنرمندان ایرانی است که به بازآفرینی این هنر کهن ایرانی پرداخت و کارهای هندسی خود را هم در سازه‌هایی چون هتل اینترکنتیننتال تهران به کار برد، و هم بر روی بوم‌های کوچک‌تر. رویکرد فرمانفرمائیان، برخلاف انتزاع‌گرایی جهان‌شمول صدر یا وزیری، متأثر از فرهنگ ایران بود و ترکیب نقاشی معکوس بر آینه و بهره‌گیری از آن به عنوان ماته، به همراه بهره‌گیری بدیع وی از اشکال هندسی برای انتزاع، توجه بسیاری را در جهان هنر به خود جلب کرد. شیرازه هوشیاری نیز با بیانی جهان‌شمول اما تأثیر پذیرفته از اشکال هندسی اسلامی، از این اشکال در طرح‌های شیشه‌کاری نوین خود در معماری بهره برد. او که برای تحصیل هنر به لندن رفته بود، پس از انقلاب در همان شهر ماند و به کار ادامه داد. طرح‌های او بیان‌گر دیدگاه عرفانی متأثر وی از شعرهای مولوی هستند. کامران یوسف‌زاده، با نام هنری وای.زی. کامی، دیگر هنرمند ایرانی است که کارهایش نگاهی جهان‌شمول دارند و به باور تالین گریگور، نمی‌توان بر آن‌ها برچسب «ایرانی» صرف زد. پرتره‌های او – که بازآفرینی نقاشی از عکس‌های گرفته شده از صورت خانواده، دوستان، و مردم هستند و پیرو سبک علی محمد حیدریان – در حالت‌هایی عرفانی و خلسه وار قرار دارند که احساسات عمیق درونی را به تصویر می‌کشند.
کنکاش در نگره هنر ارتباطی، جدا از ریشه‌های قومی، در کارهای مفهومی و مانیفست‌های هنری سیا ارمجانی، هنرمند ساکن ایالات متحده و از شناخته‌شده‌ترین هنرمندان ایرانی در آن کشور، دیده می‌شود. پیش از مهاجرت به مینه‌سوتا در ۱۹۶۰، کارهای او تمرین‌های ریز خطاطی (گاه بر روی لباس) بودند. پس از مهاجرت، خانه او در مینه‌سوتا میزبان بسیاری از هنرمندان ایرانی، از جمله تناولی شد. کارهای مفهومی او در نمایشگاه‌های معتبری همچون موزه هنر مدرن به نمایش درآمدند. بسیاری تندیس‌های سازه وار او اگرچه در ابعاد نمایشگاهی بودند، اما الهام‌بخش تعدادی از پل‌ها و سازه‌ها شدند. در سازه‌های او، مرز میان سازه و تندیس باریک می‌شود و بیننده–شهروند تشویق به اندیشه، تعامل، و دیالوگ می‌شود. سازه–تندیس‌های مدرن او از جمله نخستین آثار هنر ارتباطی در جهان به‌شمار می‌روند.
شیرین نشاط را می‌توان یکی از موفق‌ترین هنرمندان ایرانی در جهان دانست. نشاط در جوانی برای تحصیل به آمریکا رفت و پس از انقلاب ایران در آن کشور باقی ماند و زندگی در نیویورک را برگزید. پس از سفر به ایران در ۱۹۹۰، وی کار بر روی مجموعه عکس‌های زنان الله خود را آغاز کرد که از جمله نامدارترین مجموعه‌های هنر معاصر ایران به‌شمار می‌رود.

## نقد هنری
در دهه‌های نخست ورود هنر نوین به ایران، بحث بر سر کیفیت آثار کم انجام می‌شد و اغلب آثار نقد نمی‌شدند. نشریه‌های موجود در آن هنگام (همچون سخن، فردوسی، رستاخیز، و رستاخیز جوانان) گاه به چاپ این کارها و گفتگو با هنرمندان نوگرا می‌پرداختند و محتوای چنین مطالبی نیز گاه توسط نویسندگانی چون جلال آل احمد مورد تفسیر قرار می‌گرفت؛ اما در بیشتر موارد، مقصود هنرمند از پیدایش اثر و پیام اجتماعی آن مورد بررسی قرار می‌گرفت و نه ارزش هنری خود آن. جلال آل احمد در بازدیدی که از گالری آپادانا و کارهای ضیاءپور داشت، از وی و دیگر هنرمندان معاصر ایران به خاطر «غرب‌زدگی» ایشان انتقاد کرد و تنها یکی از آثار ضیاءپور را که در آن مسجدی به شکل کوبیستی کشیده شده بود، به خاطر ارتباط حداقلیش با ایران ستود. ضیاءپور نیز در پاسخ چنین انتقادهایی، به دفاع از کوبیسم و به‌کارگیری خطوط و اشکال هندسی در نقاشی پرداخت؛ اَشکالی که به گفته او برای دوره‌های طولانی در حافظه تاریخی هنر ایران به شکل طراحی‌های هندسی آبستره حضور داشته‌اند و ایرانیان با آن‌ها ناآشنا نبودند.
اکبر تجویدی، هنرمند و تاریخ‌نگار هنری، از جمله دست‌اندرکاران نخستین دوسالانه هنر تهران بود که نخستین نوشته‌های رسمی در رابطه با هنر نوین در کشور را منتشر کرد و در آن‌ها به مشخصه‌های مشترک میان هنرمندان نوگرای ایرانی پرداخت. او در کتاب خود با نام «هنر مدرن در ایران» به طبقه‌بندی ویژگی‌های آثار به نمایش درآمده توسط هنرمندان نوگرای کشور در دوسالانه‌های تهران پرداخت. یارشاطر نیز چندین نوشتهٔ پیشرو در دهه ۱۹۵۰ در نشریات و دفترچه نمایشگاه‌های هنری منتشر کرد و به بیان تاریخچه هنر نوین ایران از دهه‌های ۱۹۴۰ تا ۱۹۷۰ در کتاب خود با نام «آثار برجسته هنر ایرانی» پرداخت. در بخشی از این کتاب، وی از اینکه آثار هنرمندان نوگرای نسل نخست «غیرمتعهد و رهای از واقعیت‌های اجتماعی ایران» بود، انتقاد کرد.
کریم امامی، روزنامه‌نگار، نقدهایی بر هنر نوین ایران نوشت که می‌توان گفت از جمله بهترین بررسی‌های صورت گرفته در این زمینه بوده‌اند. امامی که در روزنامه انگلیسی‌زبان کیهان اینترنشنال قلم می‌زد به ارائهٔ نقدهای ظریف خود از جنبش‌های هنری ایران می‌پرداخت و نخستین کسی بود که برای نام بردن از سبک نو–سنتی گروهی از هنرمندان ایرانی که تصویرهای سنتی مذهبی را با روش‌های نوین ارائه می‌کردند، عنوان «جنبش سقاخانه» به کار برد. مقالهٔ او با عنوان Modern Persian Artists، چاپ شده در کتاب Iran Faces Seventies به ویراستاری یارشاطر، از نخستین متن‌های به زبان انگلیسی موجود دربارهٔ هنرمندان نوگرای ایرانی و سبک‌هایشان بود.
در همین هنگام، نویسندگان چپ‌گرایی چون جلال آل احمد و همسرش سیمین دانشور به پشتیبانی از هنر نوین برای بیان خواسته‌های اجتماعی و سیاسی پرداختند. این کنشگران در نوشته‌های خود هنرهای تجسمی، فیگوراتیو، و مفهومی را به خاطر توانایی‌شان در انتقال مفاهیم می‌ستودند، ولی به شدت با هنر انتزاعی مخالفت می‌کردند.
تعدادی از هنرمندان انقلابی و پس از انقلاب نیز به دنبال تعریف جدیدی از هنر ایرانی–اسلامی و دوری از هنر غرب بودند. زهرا رهنورد و میرحسین موسوی، که خود از انقلابیان نامدار بودند، به تقلید از هنر نوگرای غربی تاختند و در تلاش برای ارائه نقدی اسلامی از هنر، رهنورد در مانیفستی که ۳ سال پس از انقلاب در فصلنامه هنر به چاپ رساند، «واقع‌گرایی» را نکوهید و «آیه گرایی» را – که بر مبنای مکاشفه و یافتن در ورای واقعیت‌ها بود – وظیفه هنرمند مسلمان دانست.
سید مرتضی آوینی معتقد است هنر انقلاب اسلامی باید هویتی مستقل از غرب داشته باشد و امکان شریک شدن در صیرورت تاریخی غرب موجود نیست، زیرا غایات و مقاصد متفاوت است. از دید وی «هنر به معنای حقیقی خویش، جز در آینه مصفای روح مؤمن تجلی نخواهد یافت و جز هنر متعهد به اسلام، هرچه هست، نه تنها هنر نیست، بلکه عین بی‌هنری است.»

## نشریات تخصصی
- دوهفته نامه تندیس
- فصلنامه حرفه هنرمند

## یادداشت
1. ↑  در هنگامی که کمال‌الملک به ارائه هنر واقع‌گرا به ایرانیان می‌پرداخت، پل گوگن در تاهیتی به پیروی از هنر گلیم‌بافی ایرانی که فضایی آزاد و رنگین دارد، به آفرینش فضاهای دریافتی با نقش‌مایه‌های رنگارنگ ایرانی می‌پرداخت. فرشته دفتری فرار گوگن، ماتیس، و کاندینسکی از چارچوب‌های بسته هنر کلاسیک به فضاهای باز و رنگارنگ فرش‌های ایرانی را مرتبط با دو نگرش متضاد و در عین حال مشابه در شرق و غرب نسبت به مدرنیته می‌داند؛ روشن‌ فکران شرقی به غرب به عنوان مدل پیشرفت و مدرنیسم نگاه می‌کردند، و بعضی هنرمندان غربی به دنبال یافتن ادراک نوین در شرق بودند. هر دو در نگاه به دوردست‌ها برای الهام یابی اشتراک داشتند.(Daftari و Diba 2013)
2. ↑  Galerie Esthétique
3. ↑  دختر ابوالحسن صبا
4. ↑  نخستین اشاره به واژه سقاخانه، در سال ۱۹۶۳ در نوشتاری که کریم امامی در کیهان اینترنشنال به چاپ رساند دیده می‌شود. سقاخانه به آبشخورهای عمومی در بسیاری شهرهای ایران گفته می‌شوند که در آن‌ها تصاویری از حسین بن علی و عباس گذاشته می‌شوند. منظور امامی از اطلاق مکتب به جنبش آغاز شده، نه اشاره به گروهی از هنرمندان که دارای مانیفست مشخص باشند، بلکه نوعی جنبش خودجوش بود که لزوماً دارای تعریف هنری مشخص و منسجم نبود.
5. ↑  نصرالله افجه‌ای نخستین کسی بود که اصطلاح «نقاشی–خط» را به کار برد.
6. ↑  سبک هنری وی تأثیرپذیرفته از دوران اقامتش در توکیو و آشنایی با تکنیک‌های چاپ ژاپنی بوده‌است.
7. ↑  به گفته لیلا دیبا، گروه بهشر مجموعه‌ای بالغ بر بیش از ۴۰۰ اثر هنر معاصر ایران را گردآوری کرد.
8. ↑  نمایشگاه با عنوان «پیشگامان هنر نوین ایران»
9. ↑  از دیدگاه تاریخی، در ماه‌های منتهی به انقلاب تا آغاز جنگ ایران و عراق، تصاویر مبارزه با امپریالیسم (از جمله اتحاد جماهیر شوروی) در اوج توجه بودند. پس از وقوع جنگ، تصاویر مذهبی، شهیدان جنگ، و جان فشانی‌ها جای مبارزه با امپریالیسم را گرفتند، و در نهایت پس از پایان جنگ، مخالفت با آمریکا و اسرائیل به تم‌های اصلی مبدل شدند. در این دوره، نشان کمی از مخالفت با روسیه و بریتانیا در هنر عمومی به چشم می‌خورد. برای تحلیل جامع بر سیر تحول این کارها، مراجعه کنید به Grigor, 2014.
10. ↑  تاج‌السلطنه شاهدخت نامدار قاجار بود که از جمله پیشروان لیبرالیسم و فمینیسم در ایران به‌شمار می‌رفت و برای نخستین بار نقاب کنار زده، سوار بر دوچرخه شد.
11. ↑  منیر فرمانفرمائیان و منوچهر یکتایی تقریباً هر دو هم‌زمان در آمریکا مستقر شدند.
12. ↑  علی محمد حیدریان نقاشی چیره‌دست و شاگرد کمال‌الملک بود که سبک وی را دنبال می‌کرد و استاد بسیاری از نقاشان نوین ایرانی نسل نخست شد.
13. ↑  منتشر شده به زبان فرانسوی با نام L'Art Moderne en Iran
14. ↑  Highlights of Persian Art

## برای مطالعهٔ بیشتر
- Balaghi, Shiva; Gumpert, Lynn (2003). Picturing Iran: Art, Society and Revolution (به انگلیسی). I. B. Tauris.
- Ettinghausen, Richard; Yarshater, Ehsan, eds. (1979). Highlights of Persian Art (Persian Art Series, Number 1) (به انگلیسی). Westview Press.
- Farjam, Lisa (2009). Unveiled: New Art from the Middle East (به انگلیسی). Booth-Clibborn.
- Monem, Nadine (2009). Contemporary Art in the Middle East (به انگلیسی). Black Dog Publishing.